# Navy CIS/Episodenliste

Logo zur Serie

Diese Episodenliste enthält alle Episoden der US-amerikanischen Krimiserie Navy CIS, sortiert nach der US-amerikanischen Erstausstrahlung. Die Fernsehserie umfasst derzeit 22 Staffeln mit 487 Episoden.

## Übersicht
| Staffel        | Episodenanzahl | Erstausstrahlung USA | Erstausstrahlung USA | Deutschsprachige Erstausstrahlung | Deutschsprachige Erstausstrahlung |
| Staffel        | Episodenanzahl | Staffelpremiere      | Staffelfinale        | Staffelpremiere                   | Staffelfinale                     |
| -------------- | -------------- | -------------------- | -------------------- | --------------------------------- | --------------------------------- |
| Backdoor-Pilot | 2              | 22. April 2003       | 29. April 2003       | 9. Januar 2005                    | 16. Januar 2005                   |
| 1              | 23             | 23. September 2003   | 25. Mai 2004         | 17. März 2005                     | 25. August 2005                   |
| 2              | 23             | 28. September 2004   | 24. Mai 2005         | 1. September 2005                 | 9. März 2006                      |
| 3              | 24             | 20. September 2005   | 16. Mai 2006         | 16. März 2006                     | 7. Januar 2007                    |
| 4              | 24             | 19. September 2006   | 22. Mai 2007         | 4. März 2007                      | 18. November 2007                 |
| 5              | 19             | 25. September 2007   | 20. Mai 2008         | 2. März 2008                      | 19. Oktober 2008                  |
| 6              | 25             | 23. September 2008   | 19. Mai 2009         | 1. März 2009                      | 15. November 2009                 |
| 7              | 24             | 22. September 2009   | 25. Mai 2010         | 28. Februar 2010                  | 31. Oktober 2010                  |
| 8              | 24             | 21. September 2010   | 17. Mai 2011         | 13. Februar 2011                  | 7. November 2011                  |
| 9              | 24             | 20. September 2011   | 15. Mai 2012         | 29. Januar 2012                   | 23. Oktober 2012                  |
| 10             | 24             | 25. September 2012   | 14. Mai 2013         | 1. Januar 2013                    | 20. Oktober 2013                  |
| 11             | 24             | 24. September 2013   | 13. Mai 2014         | 5. Januar 2014                    | 14. Oktober 2014                  |
| 12             | 24             | 23. September 2014   | 12. Mai 2015         | 2. Januar 2015                    | 30. Oktober 2015                  |
| 13             | 24             | 22. September 2015   | 17. Mai 2016         | 1. Januar 2016                    | 15. November 2016                 |
| 14             | 24             | 20. September 2016   | 16. Mai 2017         | 5. Dezember 2016                  | 17. November 2017                 |
| 15             | 24             | 26. September 2017   | 22. Mai 2018         | 8. Dezember 2017                  | 7. September 2018                 |
| 16             | 24             | 25. September 2018   | 21. Mai 2019         | 9. Januar 2019                    | 6. November 2019                  |
| 17             | 20             | 24. September 2019   | 14. April 2020       | 1. Januar 2020                    | 18. November 2020                 |
| 18             | 16             | 17. November 2020    | 25. Mai 2021         | 17. März 2021                     | 29. September 2021                |
| 19             | 21             | 20. September 2021   | 23. Mai 2022         | 1. Januar 2022                    | 15. November 2022                 |
| 20             | 22             | 19. September 2022   | 22. Mai 2023         | 4. Januar 2023                    | 5. November 2023                  |
| 21             | 10             | 12. Februar 2024     | 6. Mai 2024          | 16. August 2024                   | 20. Oktober 2024                  |
| 22             | 20             | 14. Oktober 2024     | 5. Mai 2025          | 8. Januar 2025                    | 29. Juni 2025                     |

## Backdoor-Pilot
Navy CIS wird während der 8. Staffel der Serie JAG – Im Auftrag der Ehre erstmals ausgestrahlt. In der Pilot-Doppelfolge Eisige Zeiten von JAG tritt auch noch die Figur Special Agent Vivian Blackadder, gespielt von Robyn Lively, auf. Nach diesen zwei Folgen wurde sie vom damaligen Produzenten Donald P. Bellisario aber herausgenommen, da sie in seinen Augen „ein bisschen zu sanft für diese Rolle“ war. Die Erstausstrahlung der beiden Pilotfolgen war in den USA am 22. und 29. April 2003 auf CBS zu sehen. Die deutschsprachige Erstausstrahlung zeigte der deutsche Free-TV-Sender Sat.1 am 9. und 16. Januar 2005.
| Nr. (ges.) | Nr. (St.) | Deutscher Titel        | Originaltitel | Erstausstrahlung USA | Deutschsprachige Erstausstrahlung (D) | Regie                | Drehbuch                          |
| --- | --------- | ---------------------- | ------------- | -------------------- | ------------------------------------- | -------------------- | --------------------------------- |
| — | 1         | Eisige Zeiten – Teil 1 | Ice Queen (1) | 22. Apr. 2003        | 9. Jan. 2005                          | Donald P. Bellisario | Donald P. Bellisario & Don McGill |
| Das NCIS-Team wird gerufen, um den rätselhaften Tod des JAG-Offiziers Lieutenant Loren Singer zu klären, deren Körper von einem verirrten Pfeil getroffen wird. Noch vor dem Ende der Episode werden Harmon Rabb, einem JAG-Anwalt, seine Rechte vorgelesen.                                   |           |                        |               |                      |                                       |                      |                                   |
| — | 2         | Eisige Zeiten – Teil 2 | Meltdown (2)  | 29. Apr. 2003        | 16. Jan. 2005                         | Scott Brazil         | Donald P. Bellisario & Don McGill |
| Harmon Rabb wird vor das Militärgericht gestellt und wegen Mordes an Lieutenant Singer angeklagt. Zudem scheint er kein Alibi zu haben. In der Zwischenzeit versucht Gibbs Informationen über den Terroristen Amad Bin Atwa zu bekommen, bevor es einen weiteren Anschlag auf ein Schiff gibt. |           |                        |               |                      |                                       |                      |                                   |

## Staffel 1
Die Erstausstrahlung der ersten Staffel war vom 22. September 2003 bis 25. Mai 2004 auf dem US-amerikanischen Sender CBS zu sehen. Die deutschsprachige Erstausstrahlung sendete der deutsche Free-TV-Sender Sat.1 vom 17. März bis zum 25. August 2005.
| Nr. (ges.) | Nr. (St.) | Deutscher Titel           | Originaltitel          | Erstausstrahlung USA | Deutschsprachige Erstausstrahlung (D) | Regie                | Drehbuch                                         | Zuschauer (DE) |
| ---------- | --------- | ------------------------- | ---------------------- | -------------------- | ------------------------------------- | -------------------- | ------------------------------------------------ | -------------- |
| 1          | 1         | Air Force One             | Yankee White           | 23. Sep. 2003        | 17. März 2005                         | Donald P. Bellisario | Donald P. Bellisario & Don McGill                | 2,53 Mio.      |
| 2          | 2         | Sprung in den Tod         | Hung Out to Dry        | 30. Sep. 2003        | 31. März 2005                         | Alan Levi            | Don McGill                                       | –              |
| 3          | 3         | Seadog                    | Seadog                 | 7. Okt. 2003         | 7. Apr. 2005                          | Bradford May         | Donald P. Bellisario & John C. Kelley            | –              |
| 4          | 4         | Die Unsterblichen         | The Immortals          | 14. Okt. 2003        | 14. Apr. 2005                         | Alan Levi            | Darcy Meyers                                     | –              |
| 5          | 5         | Der Fluch der Mumie       | The Curse              | 28. Okt. 2003        | 21. Apr. 2005                         | Terrence O’Hara      | Donald P. Bellisario & Don McGill & Jeff Vlaming | 3,12 Mio.      |
| 6          | 6         | Speed                     | High Seas              | 4. Nov. 2003         | 28. Apr. 2005                         | Dennis Smith         | Jeff Vlaming & Larry Moskowitz                   | 2,57 Mio.      |
| 7          | 7         | Unter Wasser              | Sub Rosa               | 18. Nov. 2003        | 24. März 2005                         | Michael Zinberg      | George Schenck and Frank Cardea                  | –              |
| 8          | 8         | Schlimmer als der Tod     | Minimum Security       | 25. Nov. 2003        | 12. Mai 2005                          | Ian Toynton          | Donald P. Bellisario & Philip DeGuere, jr.       | 3,04 Mio.      |
| 9          | 9         | Anruf von einem Toten     | Marine Down            | 16. Dez. 2003        | 19. Mai 2005                          | Dennis Smith         | John C. Kelley                                   | 3,65 Mio.      |
| 10         | 10        | Lebendig begraben         | Left for Dead          | 6. Jan. 2004         | 26. Mai 2005                          | James Whitmore, Jr.  | Don McGill & Donald P. Bellisario                | 1,99 Mio.      |
| 11         | 11        | Wintersonne               | Eye Spy                | 13. Jan. 2004        | 2. Juni 2005                          | Alan Levi            | George Schenck & Frank Cardea and Dana Coen      | 2,86 Mio.      |
| 12         | 12        | Ein Bein in West Virginia | My Other Left Foot     | 3. Feb. 2004         | 9. Juni 2005                          | Jeff Woolnough       | Jack Bernstein                                   | 2,91 Mio.      |
| 13         | 13        | Todesschüsse              | One Shot, One Kill     | 10. Feb. 2004        | 16. Juni 2005                         | Peter Ellis          | Gil Grant                                        | 2,14 Mio.      |
| 14         | 14        | Der gute Samariter        | The Good Samaritan     | 17. Feb. 2004        | 23. Juni 2005                         | Alan Levi            | Jack Bernstein                                   | 2,00 Mio.      |
| 15         | 15        | Der Colonel               | Enigma                 | 24. Feb. 2004        | 30. Juni 2005                         | Thomas J. Wright     | John C. Kelley                                   | 2,32 Mio.      |
| 16         | 16        | Alptraum im Keller        | Bête Noire             | 2. März 2004         | 7. Juli 2005                          | Peter Ellis          | Donald P. Bellisario                             | 2,33 Mio.      |
| 17         | 17        | Fünf Musketiere           | The Truth is Out There | 16. März 2004        | 14. Juli 2005                         | Dennis Smith         | Jack Bernstein                                   | 2,45 Mio.      |
| 18         | 18        | Falsche Fährten           | UnSEALed               | 6. Apr. 2004         | 21. Juli 2005                         | Peter Ellis          | Thomas L. Moran                                  | 2,25 Mio.      |
| 19         | 19        | Wenn Tote sprechen        | Dead Man Talking       | 27. Apr. 2004        | 28. Juli 2005                         | Dennis Smith         | George Schenck & Frank Cardea                    | 2,25 Mio.      |
| 20         | 20        | Willkommen in der Hölle   | Missing                | 4. Mai 2004          | 4. Aug. 2005                          | Jeff Woolnough       | John C. Kelley                                   | 2,47 Mio.      |
| 21         | 21        | Verbotene Waffen          | Split Decision         | 11. Mai 2004         | 11. Aug. 2005                         | Terrence O’Hara      | Bob Gookin                                       | 2,23 Mio.      |
| 22         | 22        | Abgestürzt                | A Weak Link            | 18. Mai 2004         | 18. Aug. 2005                         | Alan Levi            | Jack Bernstein                                   | 2,19 Mio.      |
| 23         | 23        | Der Terrorist             | Reveille               | 25. Mai 2004         | 25. Aug. 2005                         | Thomas J. Wright     | Donald P. Bellisario                             | 2,27 Mio.      |

## Staffel 2
Die Erstausstrahlung der zweiten Staffel war vom 28. September 2004 bis 24. Mai 2005 auf dem US-amerikanischen Sender CBS zu sehen. Die deutschsprachige Erstausstrahlung sendete der deutsche Free-TV-Sender Sat.1 vom 1. September 2005 bis zum 9. März 2006.
| Nr. (ges.) | Nr. (St.) | Deutscher Titel              | Originaltitel       | Erstausstrahlung USA | Deutschsprachige Erstausstrahlung (D) | Regie               | Drehbuch                                                                    |
| ---------- | --------- | ---------------------------- | ------------------- | -------------------- | ------------------------------------- | ------------------- | --------------------------------------------------------------------------- |
| 24         | 1         | Unsichtbar                   | See No Evil         | 28. Sep. 2004        | 1. Sep. 2005                          | Thomas J. Wright    | Chris Crowe                                                                 |
| 25         | 2         | Die perfekte Frau            | The Good Wives Club | 5. Okt. 2004         | 8. Sep. 2005                          | Dennis Smith        | Gil Grant                                                                   |
| 26         | 3         | Auge um Auge                 | Vanished            | 12. Okt. 2004        | 15. Sep. 2005                         | James Whitmore, Jr. | Frank Cardea & George Schenck                                               |
| 27         | 4         | Neptuns Zeichen              | Lt. Jane Doe        | 19. Okt. 2004        | 22. Sep. 2005                         | Dan Lerner          | Donald P. Bellisario, Gil Grant, Steven Long Mitchell & Craig W. Van Sickle |
| 28         | 5         | Der Maulwurf                 | The Bone Yard       | 26. Okt. 2004        | 29. Sep. 2005                         | Terrence O’Hara     | John C. Kelley                                                              |
| 29         | 6         | Schatten der Angst           | Terminal Leave      | 16. Nov. 2004        | 6. Okt. 2005                          | Jeff Woolnough      | Roger Director                                                              |
| 30         | 7         | Der Held von Iwo Jima        | Call of Silence     | 23. Nov. 2004        | 13. Okt. 2005                         | Thomas J. Wright    | Roger Director                                                              |
| 31         | 8         | Herzenssachen                | Heart Break         | 30. Nov. 2004        | 20. Okt. 2005                         | Dennis Smith        | Frank Cardea & George Schenck                                               |
| 32         | 9         | Leere Augen                  | Forced Entry        | 7. Dez. 2004         | 27. Okt. 2005                         | Dennis Smith        | John C. Kelley & Jesse Stern                                                |
| 33         | 10        | Flucht in Ketten             | Chained             | 14. Dez. 2004        | 3. Nov. 2005                          | Thomas J. Wright    | Frank Military                                                              |
| 34         | 11        | Ein Mann für unlösbare Fälle | Black Water         | 11. Jan. 2005        | 10. Nov. 2005                         | Terrence O’Hara     | Juan Carlos Coto & John C. Kelly                                            |
| 35         | 12        | Doppeltes Spiel              | Doppelgänger        | 18. Jan. 2005        | 17. Nov. 2005                         | Terrence O’Hara     | Jack Bernstein                                                              |
| 36         | 13        | Blutiges Puzzle              | The Meat Puzzle     | 8. Feb. 2005         | 24. Nov. 2005                         | Thomas J. Wright    | Frank Military                                                              |
| 37         | 14        | Die Zeugin                   | Witness             | 15. Feb. 2005        | 1. Dez. 2005                          | James Whitmore, Jr. | Frank Cardea & George Schenck                                               |
| 38         | 15        | Männer und Frauen            | Caught on Tape      | 22. Feb. 2005        | 8. Dez. 2005                          | Jeff Woolnough      | Chris Crowe, Gil Grant & John C. Kelley                                     |
| 39         | 16        | Wege zum Ruhm                | Pop Life            | 1. März 2005         | 15. Dez. 2005                         | Thomas J. Wright    | Frank Military                                                              |
| 40         | 17        | Blau wie Kobalt              | An Eye for an Eye   | 22. März 2005        | 12. Jan. 2006                         | Dennis Smith        | Steven Kane                                                                 |
| 41         | 18        | Bikini Girl                  | Bikini Wax          | 29. März 2005        | 19. Jan. 2006                         | Stephen Cragg       | David North                                                                 |
| 42         | 19        | Stimmen                      | Conspiracy Theory   | 12. Apr. 2005        | 26. Jan. 2006                         | Jeff Woolnough      | Frank Military                                                              |
| 43         | 20        | Die rote Zelle               | Red Cell            | 26. Apr. 2005        | 2. Feb. 2006                          | Dennis Smith        | Christopher Silber                                                          |
| 44         | 21        | Mit allen Ehren              | Hometown Hero       | 3. Mai 2005          | 9. Feb. 2006                          | James Whitmore, Jr. | Frank Cardea & George Schenck                                               |
| 45         | 22        | Todeskuss                    | SWAK                | 10. Mai 2005         | 2. März 2006                          | Dennis Smith        | Donald P. Bellisario                                                        |
| 46         | 23        | Die Rückkehr                 | Twilight            | 24. Mai 2005         | 9. März 2006                          | Thomas J. Wright    | John C. Kelley                                                              |

## Staffel 3
Die Erstausstrahlung der dritten Staffel war vom 20. September 2005 bis zum 16. Mai 2006 auf dem US-amerikanischen Sender CBS zu sehen.
| Nr. (ges.) | Nr. (St.) | Deutscher Titel            | Originaltitel      | Erstausstrahlung USA | Deutschsprachige Erstausstrahlung (D) | Regie               | Drehbuch                             | Zuschauer (DE) |
| --- | --------- | -------------------------- | ------------------ | -------------------- | ------------------------------------- | ------------------- | ------------------------------------ | -------------- |
| 47 | 1         | Das Duell – Teil 1         | Kill Ari (Part I)  | 20. Sep. 2005        | 16. März 2006                         | Dennis Smith        | Donald P. Bellisario                 | 3,85 Mio.      |
| Gibbs und sein Team müssen den Tod ihrer Kollegin verarbeiten, da taucht eine israelische Agentin auf, um den Täter Ari zu schützen. Derweil wird Ducky von Ari gefangen genommen. |           |                            |                    |                      |                                       |                     |                                      |                |
| 48 | 2         | Das Duell – Teil 2         | Kill Ari (Part II) | 27. Sep. 2005        | 23. März 2006                         | James Whitmore, Jr. | Donald P. Bellisario                 | 3,78 Mio.      |
| Ari ist noch immer auf der Flucht. Doch in Gibbs’ Keller kommt es zum Showdown. |           |                            |                    |                      |                                       |                     |                                      |                |
| 49 | 3         | Der Mann in der Todeszelle | Mind Games         | 4. Okt. 2005         | 30. März 2006                         | William Webb        | Jeffrey Kirkpatrick & John C. Kelley | 3,53 Mio.      |
| Ein zum Tode Verurteilter ist bereit, die Verstecke seiner Leichen preiszugeben, wenn er begnadigt wird. Gibbs soll ihn verhören, denn er war es, der den Psychopathen dingfest gemacht hat. Doch dann tauchen weitere Leichen auf, die die Handschrift des Mörders in der Todeszelle haben – ein Trittbrettfahrer oder hat der Mörder einen Lehrling?                                                                |           |                            |                    |                      |                                       |                     |                                      |                |
| 50 | 4         | Sarg aus Eisen             | Silver War         | 11. Okt. 2005        | 6. Apr. 2006                          | Terrence O’Hara     | John C. Kelley & Joshua Lurie        | 3,89 Mio.      |
| Ziva, die Mossad-Agentin, wurde auf Gesuch der neuen Direktorin Shepard in Gibbs’ Team beordert, dem das ganz und gar nicht gefällt, denn das Team hat den Tod von Kate noch nicht ganz verkraftet. Gerade angekommen, wird die Leiche eines Marines in einem Sarg aus dem Bürgerkrieg gefunden. |           |                            |                    |                      |                                       |                     |                                      |                |
| 51 | 5         | Rollentausch               | Switch             | 18. Okt. 2005        | 13. Apr. 2006                         | Thomas J. Wright    | Gil Grant                            | 3,44 Mio.      |
| Ein Petty-Officer wird während einer Autofahrt von einem anderen Wagen aus angeschossen, kommt von der Straße ab und stirbt. Bei den Ermittlungen werden die Agents am Arbeitsplatz des Opfers einem noch lebenden Officer mit demselben Namen vorgestellt – war der Tote nicht der, für den er gehalten wurde? |           |                            |                    |                      |                                       |                     |                                      |                |
| 52 | 6         | Voyeure im Netz            | The Voyeur’s Web   | 25. Okt. 2005        | 20. Apr. 2006                         | Dennis Smith        | David North                          | 3,86 Mio.      |
| Über einen Livestream wird beobachtet, wie einer Frau bei einer Strip-Show vor ihrer Webcam mit einem Messer die Kehle durchschnitten wird. Abby findet nach einigen Ermittlungen aber heraus, dass es sich um ein Trickmesser handelt. |           |                            |                    |                      |                                       |                     |                                      |                |
| 53 | 7         | Projekt „Honor“            | Honor Code         | 1. Nov. 2005         | 13. Aug. 2006                         | Colin Bucksey       | Christopher Silber                   | 3,81 Mio.      |
| Ein Captain wird entführt. Dabei kann sein 6-Jähriger hochbegabter Sohn die Täter beobachten. Gibbs findet heraus, dass der Captain an einem geheimen Forschungsprojekt mitgemacht hat und nur er das Passwort kennt. Kann das Team die Entführer finden, bevor sie ihn umbringen? |           |                            |                    |                      |                                       |                     |                                      |                |
| 54 | 8         | Goldherz                   | Under Covers       | 8. Nov. 2005         | 20. Aug. 2006                         | Aaron Lipstadt      | Lee David Zlotoff                    | 3,54 Mio.      |
| Tony und Ziva sind undercover als Serienkillerpärchen unterwegs. Was sie nicht ahnen können, das echte Paar, das inzwischen bei Ducky in der Autopsie liegt, wollte aus dem Geschäft aussteigen, was tödliche Folgen hat. |           |                            |                    |                      |                                       |                     |                                      |                |
| 55 | 9         | In der Falle               | Frame Up           | 22. Nov. 2005        | 27. Aug. 2006                         | Thomas J. Wright    | Laurence Walsh                       | 3,29 Mio.      |
| Die abgetrennten Beine einer Frau werden auf einem Übungsgelände gefunden. Die Indizien legen nahe, dass der Mörder Tony ist. FBI-Agent Fornell bleibt nichts anderes übrig, als DiNozzo zu verhaften, bis Gibbs Tonys Unschuld beweisen kann. |           |                            |                    |                      |                                       |                     |                                      |                |
| 56 | 10        | Drei Kugeln                | Probie             | 29. Nov. 2005        | 3. Sep. 2006                          | Terrence O’Hara     | Frank Cardea & George Schenck        | 3,53 Mio.      |
| McGee erschießt einen Verdächtigen, der sich nicht ausweisen konnte. Später stellt sich heraus, dass der Tote Polizist im Kampf gegen Drogengeschäfte war. Gegen McGee wird ermittelt, wird er es schaffen, zu beweisen, dass er unschuldig ist? |           |                            |                    |                      |                                       |                     |                                      |                |
| 57 | 11        | Boot Camp Babes            | Model Behavior     | 13. Dez. 2005        | 10. Sep. 2006                         | Stephen Cragg       | David North                          | 3,44 Mio.      |
| Auf einem Navy-Stützpunkt finden die Dreharbeiten zu einer Reality-Show statt: drei Models werden beim Marine Corps ausgebildet. Eines Nachts wird ein Model tot auf einem Zaun hängend aufgefunden. Sie war vor dem Drehbeginn noch drogensüchtig – hat sie einen Rückfall erlitten? |           |                            |                    |                      |                                       |                     |                                      |                |
| 58 | 12        | Die Spur des Geldes        | Boxed In           | 11. Jan. 2006        | 17. Sep. 2006                         | Dennis Smith        | Dana Coen                            | 3,29 Mio.      |
| Auf einem Hafengelände gibt es Hinweise, dass etwas geschmuggelt werden soll. Während Tony und Ziva gerade durch das Dock patrouillieren, finden sie einen verdächtigen Container. Gerade als sie alles gesichert haben, werden sie dann von den Schmugglern überrascht, in den Container zurückgedrängt und dort eingesperrt, bevor sie Gibbs verständigen können. Dort finden sie dann eine große Menge Falschgeld. |           |                            |                    |                      |                                       |                     |                                      |                |
| 59 | 13        | Ein langer Sonntag         | Deception          | 17. Jan. 2006        | 24. Sep. 2006                         | Leslie Libman       | Jack Bernstein                       | 3,31 Mio.      |
| Ein Anruf trifft beim NCIS ein: ein weiblicher Navy-Commander gibt an, entführt worden zu sein. Erst wird angenommen, sie wurde wegen ihrer Mitarbeit an einem gerade ablaufenden Nukleartransport gekidnappt – später stellt sich aber heraus, dass sie einem Pädophilen auf der Spur war. |           |                            |                    |                      |                                       |                     |                                      |                |
| 60 | 14        | Schläfer                   | Light Sleeper      | 24. Jan. 2006        | 1. Okt. 2006                          | Colin Bucksey       | Christopher Silber                   | 3,45 Mio.      |
| Zwei Frauen werden tot im Haus ihrer Nachbarin auf dem Stützpunkt Quantico aufgefunden, aber bevor das Team den Fall klären kann, wird diese scheinbar entführt. Ist sie eine Terroristin oder hat sich durch ihr neugeborenes Kind alles geändert? |           |                            |                    |                      |                                       |                     |                                      |                |
| 61 | 15        | Kopfsache                  | Head Case          | 7. Feb. 2006         | 8. Okt. 2006                          | Dennis Smith        | Frank Cardea & George Schenck        | 3,68 Mio.      |
| Bei einer Razzia in einer von Marines betriebenen Werkstatt finden Gibbs und seine Leute nicht nur gestohlene Autos, sondern darin auch Leichenteile. Gibt die Anwältin des Autobesitzers trotz ihrer Beharrlichkeit die fehlenden Informationen preis oder führen die Indizien zum Täter? |           |                            |                    |                      |                                       |                     |                                      |                |
| 62 | 16        | Familiengeheimnis          | Family Secret      | 28. Feb. 2006        | 15. Okt. 2006                         | James Whitmore, Jr. | Steven Binder                        | 3,15 Mio.      |
| Der Krankenwagen, der die Leiche eines Marines in ein Navy-Krankenhaus bringen soll, explodiert. Schnell stellt sich heraus, dass es kein Zufall war und die Leiche nicht die des Soldaten war. Als das Team an einen unglaublichen Zufall glaubt zieht Gibbs seine eigenen Schlüsse. |           |                            |                    |                      |                                       |                     |                                      |                |
| 63 | 17        | Bärenjäger                 | Ravenous           | 7. März 2006         | 22. Okt. 2006                         | Thomas J. Wright    | Richard Arthur                       | 3,36 Mio.      |
| Im Shenandoah-Nationalpark wird im Kot eines Bären die Hundemarke eines Navy Officers gefunden. Später wird seine Leiche von einem Bären gefressen gefunden. Dabei stellt sich heraus, dass er nicht alleine zelten war. Wo ist seine Partnerin? |           |                            |                    |                      |                                       |                     |                                      |                |
| 64 | 18        | Der letzte Sonnenuntergang | Bait               | 14. März 2006        | 12. Nov. 2006                         | Terrence O’Hara     | Laurence Walsh                       | 3,66 Mio.      |
| Ein Junge, der eine Bombe umgeschnallt hat, hat im Klassenzimmer einige Mitschüler als Geiseln genommen. Er will bis Sonnenuntergang seine Mutter sehen, doch die ist schon tot. Als dann auch noch Gibbs im Austausch einiger Schüler in der Gewalt des Schülers gehalten wird, spitzt sich die Lage zu. |           |                            |                    |                      |                                       |                     |                                      |                |
| 65 | 19        | Tot im Eis                 | Iced               | 4. Apr. 2006         | 19. Nov. 2006                         | Dennis Smith        | Dana Coen                            | 3,74 Mio.      |
| Im Winter werden vier Leichen in einem eingefrorenen Teich entdeckt. Es handelt sich um einen Marine Soldaten und drei Straßengangster aus El Salvadore. Die Ermittler vermuten dahinter einen Racheakt aufgrund eines alten Falles. Doch die Untersuchungen bringen noch viel mehr ans Licht. |           |                            |                    |                      |                                       |                     |                                      |                |
| 66 | 20        | Das Leck                   | Untouchable        | 18. Apr. 2006        | 26. Nov. 2006                         | Leslie Libman       | Frank Cardea & George Schenck        | 3,82 Mio.      |
| Lara Hill, Lieutenant der Navy und Kryptographin im Pentagon, wird tot in ihrem Haus aufgefunden. Die Zeichen deuten auf Selbstmord hin. In ihrer Abteilung wird schon länger ein Maulwurf vermutet und Gibbs’ Team findet in Laras Haus deutliche Hinweise, dass sie dieser Maulwurf gewesen sein könnte. Doch der Schein trügt.                                                                                     |           |                            |                    |                      |                                       |                     |                                      |                |
| 67 | 21        | Typisch Montag             | Bloodbath          | 25. Apr. 2006        | 3. Dez. 2006                          | Dennis Smith        | Steven Binder                        | 3,83 Mio.      |
| Abby ist unruhig, denn sie muss als Zeugin zum Gericht. Doch nicht nur die gehasste Kleidung macht sie verrückt, sondern auch ein Stalker, der sie seit Tagen verfolgt. Das NCIS-Team findet ein total verwüstetes Hotelzimmer. Hat dies mit Abbys altem Lover zu tun? |           |                            |                    |                      |                                       |                     |                                      |                |
| 68 | 22        | Brüder                     | Jeopardy           | 2. Mai 2006          | 10. Dez. 2006                         | James Whitmore, Jr. | David North                          | 3,57 Mio.      |
| Ein Drogendealer wird ins NCIS-Quartier gebracht. Als Ziva ihn mit dem Fahrstuhl nach oben bringen soll, bricht er zusammen. Der Bruder des Dealers entführt Director Shepard – um sie wieder frei zu lassen will er nur seinen Bruder haben. |           |                            |                    |                      |                                       |                     |                                      |                |
| 69 | 23        | Fünfzehn Jahre             | Hiatus (Part I)    | 9. Mai 2006          | 17. Dez. 2006                         | Dennis Smith        | Donald P. Bellisario                 | 3,96 Mio.      |
| Gibbs und das Team haben Hinweise auf einen philippinischen Terroristen erhalten. Bei einem Treffen mit einem Informanten gerät Gibbs in eine Falle. Es kommt zu einer Explosion, die Gibbs nur schwer verletzt überlebt. Er fällt ins Koma und hat ein schweres Trauma zu verarbeiten. |           |                            |                    |                      |                                       |                     |                                      |                |
| 70 | 24        | Semper Fi                  | Hiatus (Part II)   | 16. Mai 2006         | 7. Jan. 2007                          | Dennis Smith        | Donald P. Bellisario                 | 3,94 Mio.      |
| Gibbs ist aus dem Koma erwacht, kann sich aber an keinen mehr erinnern. Er glaubt, noch immer Marine zu sein. Um seine Erinnerungen wachzurütteln, lässt Jenny seinen alten Chef Mike Franks aus Mexiko kommen. Dabei erfährt auch das Team ein dunkles Geheimnis aus Gibbs’ Vergangenheit: vor seinen drei Exfrauen hatte er eine Frau Shannon und eine Tochter Kelly, doch die sind umgebracht worden.              |           |                            |                    |                      |                                       |                     |                                      |                |

## Staffel 4
Die Erstausstrahlung der vierten Staffel war vom 19. September 2006 bis zum 22. Mai 2007 auf dem US-amerikanischen Sender CBS zu sehen.
| Nr. (ges.) | Nr. (St.) | Deutscher Titel       | Originaltitel     | Erstausstrahlung USA | Deutschsprachige Erstausstrahlung (D) | Regie               | Drehbuch                                        | Zuschauer (DE) |
| --- | --------- | --------------------- | ----------------- | -------------------- | ------------------------------------- | ------------------- | ----------------------------------------------- | -------------- |
| 71 | 1         | Schalom               | Shalom            | 19. Sep. 2006        | 4. März 2007                          | William Webb        | Donald P. Bellisario & John Kelley              | 3,83 Mio.      |
| Ziva beobachtet eine Explosion mitten in Washington. Dabei meint sie einen ehemaligen Mossad-Agenten zu erkennen, der schon lange tot ist. Sofort ist sie die Hauptverdächtige und taucht unter. Als sie nicht weiß, ob sie dem NCIS trauen kann, wendet sie sich an Gibbs, der noch immer in Mexiko im Ruhestand ist.                                                                             |           |                       |                   |                      |                                       |                     |                                                 |                |
| 72 | 2         | Auf der Flucht        | Escaped           | 26. Sep. 2006        | 11. März 2007                         | Dennis Smith        | Steven D. Binder & Christopher Silber           | 3,40 Mio.      |
| Ein Petty Officer ist aus dem Gefängnis ausgebrochen und behauptet unschuldig zu sein. Vor etlichen Jahren haben Gibbs und Fornell ihn ins Gefängnis gebracht. Sie ermitteln nun, ob sie einen Fehler gemacht haben. |           |                       |                   |                      |                                       |                     |                                                 |                |
| 73 | 3         | Schnelle Liebe        | Singled Out       | 3. Okt. 2006         | 18. März 2007                         | Terrence O’Hara     | David North                                     | 3,98 Mio.      |
| Ein Lieutenant ist entführt worden. Gibbs, der wieder dem Team beigetreten ist, ermittelt. Die Spur führt zu einer Speed-Dating Veranstaltung. Derweil erhält Tony von Director Shepard das Angebot, ein eigenes Team leiten zu dürfen. |           |                       |                   |                      |                                       |                     |                                                 |                |
| 74 | 4         | Der größte Köder      | Faking It         | 10. Okt. 2006        | 25. März 2007                         | Thomas J. Wright    | Shane Brennan                                   | 3,88 Mio.      |
| Ein alter Fall wird neu aufgerollt. Eine zentrale Rolle spielt dabei Gibbs’ Mentor Mike Franks. Er hat die einzigen Beweise in dem Fall: eine Aufzeichnung des Verhörs von damals. Franks macht sich zu einem menschlichen Köder, um den Fall endlich abzuschließen und wieder seinen gewohnten Ruhezustand in Mexiko genießen zu können.                                                          |           |                       |                   |                      |                                       |                     |                                                 |                |
| 75 | 5         | Die Verlobten         | Dead and Unburied | 17. Okt. 2006        | 1. Apr. 2007                          | Colin Bucksey       | Nell Scovell                                    | 3,64 Mio.      |
| Ein Petty Officer wird tot in einem Haus gefunden. Es deutet darauf hin, dass der bereits einmal begrabene Mann wieder aus seinem ewigen Schlaf geweckt wurde. Als sich auf die Nachrichtenmeldung hin gleich zwei Verlobte des Toten melden, wird die Sache kompliziert. Gibbs’ Team hat mit vielen Ungereimtheiten zu kämpfen.                                                                   |           |                       |                   |                      |                                       |                     |                                                 |                |
| 76 | 6         | Halloween             | Witch Hunt        | 31. Okt. 2006        | 8. Apr. 2007                          | James Whitmore, Jr. | Steven Kriozere                                 | 2,64 Mio.      |
| Halloween: Ein als General verkleideter Mann wird schwer verletzt und bald darauf verschwindet seine Tochter. Eine Lösegeldforderung wird gestellt. Doch wer steckt dahinter? Der NCIS ermittelt auf schwierigem Terrain in dieser chaotischen Nacht. |           |                       |                   |                      |                                       |                     |                                                 |                |
| 77 | 7         | Der Hintermann        | Sandblast         | 7. Nov. 2006         | 15. Apr. 2007                         | Dennis Smith        | Robert Palm                                     | 3,27 Mio.      |
| Ein Angehöriger der Navy stirbt beim Golfen. Weil er Mitglied im Army-Navy-Club war, ist Gibbs gezwungen, mit Colonel Hollis Mann vom Army CID zusammenzuarbeiten. Bald schon wird ihr Verhältnis mehr als nur ein kollegiales. |           |                       |                   |                      |                                       |                     |                                                 |                |
| 78 | 8         | Einmal ein Held       | Once a Hero       | 14. Nov. 2006        | 22. Apr. 2007                         | Thomas J. Wright    | Shane Brennan                                   | 3,71 Mio.      |
| Bei einem Empfang stürzt ein Marine über die Brüstung in einem Hotel auf die Gäste. Der NCIS ermittelt; der Mann hat mehrere Orden und ist ein Kriegsheld. Allerdings litt er unter Depressionen. Hat er Selbstmord begangen? Als noch eine weitere Leiche im Hotel auftaucht, wird die Angelegenheit immer verstrickter.                                                                          |           |                       |                   |                      |                                       |                     |                                                 |                |
| 79 | 9         | Die kleine Schwester  | Twisted Sister    | 21. Nov. 2006        | 29. Apr. 2007                         | Terrence O’Hara     | Steven D. Binder                                | 2,94 Mio.      |
| McGees Schwester steht eines Abends blutüberströmt vor der Haustür ihres großen Bruders und kann sich an nichts erinnern. Hat sie beim Freundestreff am letzten Abend zu viel getrunken? Hat sie in diesem Zustand die Kontrolle verloren und jemanden getötet? |           |                       |                   |                      |                                       |                     |                                                 |                |
| 80 | 10        | Die Mumie             | Smoked            | 28. Nov. 2006        | 6. Mai 2007                           | Dennis Smith        | John Kelley & Robert Palm                       | 3,46 Mio.      |
| Bei Bauarbeiten auf einem Navy Yard wird die mumifizierte Leiche eines Mannes gefunden. Ermittlungen ergeben, dass er ein vom FBI gesuchter Serienkiller ist, somit müssen Fornell und Gibbs wieder mal zusammenarbeiten, um den Fall zu lösen. |           |                       |                   |                      |                                       |                     |                                                 |                |
| 81 | 11        | Sabotage              | Driven            | 12. Dez. 2006        | 13. Mai 2007                          | Dennis Smith        | Richard Arthur, John Kelley & Nell Scovell      | 3,66 Mio.      |
| Eine junge Forscherin stirbt in ihrem eigenen Projekt: sie entwickelte ein selbstständiges Fahrzeug. Zunächst sieht alles danach aus, als habe sie sich mit den Auspuffgasen selbst getötet, doch Gibbs’ Team stößt auf eine Ungereimtheit in der Programmierung des Autos – Sabotage? |           |                       |                   |                      |                                       |                     |                                                 |                |
| 82 | 12        | Verdacht              | Suspicion         | 16. Jan. 2007        | 20. Mai 2007                          | Colin Bucksey       | Shane Brennan                                   | 3,38 Mio.      |
| Ein Navy Officer wird tot in einem kleinen Motel am Rande einer Kleinstadt aufgefunden. Bevor der NCIS davon erfährt, vergehen einige Tage. So ist der Tatort schon längst aufgeräumt und die Leiche obduziert. Das Verhalten der Kleinstadtbürger und -polizisten macht dem Team die Arbeit schwer.                                                                                               |           |                       |                   |                      |                                       |                     |                                                 |                |
| 83 | 13        | Giftgas               | Sharif Returns    | 23. Jan. 2007        | 27. Mai 2007                          | Terrence O’Hara     | Steven D. Binder                                | 2,63 Mio.      |
| Ein Marine wird vergiftet in einem Keller unter einer Straße gefunden. War dies ein Anschlag oder nur ein Test für etwas viel Größeres? Als das Team erfährt, dass 10 Kilogramm Giftgas in den Händen eines Terroristen sind, spitzt sich die Lage zu. |           |                       |                   |                      |                                       |                     |                                                 |                |
| 84 | 14        | Der Frosch            | Blowback          | 6. Feb. 2007         | 3. Juni 2007                          | Thomas J. Wright    | Shane Brennan, David North & Christopher Silber | 3,13 Mio.      |
| Ein bekannter und lang gesuchter Waffenhändler fällt dem Team in die Hände. Von ihm erfahren sie wichtige Details über einen bestimmten Handel, der viel Geld einbringen soll. Der NCIS verfolgt die Verhandlungen und als es ernst wird, muss Ducky als Undercoveragent einsteigen. |           |                       |                   |                      |                                       |                     |                                                 |                |
| 85 | 15        | Das letzte Lebewohl   | Friends & Lovers  | 13. Feb. 2007        | 16. Sep. 2007                         | Dennis Smith        | John Kelley                                     | 3,74 Mio.      |
| Der NCIS ermittelt im Fall eines vergifteten Petty Officers. Das Gift ist keine normale Partydroge und selbst Abby weiß nicht weiter. Der Besitzer eines nahe gelegenen Nachtclubs gerät in das Visier der Ermittler und so spielt McGee einmal öffentlich seine Rolle als berühmter Autor. |           |                       |                   |                      |                                       |                     |                                                 |                |
| 86 | 16        | Wettlauf mit dem Tod  | Dead Man Walking  | 20. Feb. 2007        | 23. Sep. 2007                         | Colin Bucksey       | Nell Scovell                                    | 3,84 Mio.      |
| Ein Atominspekteur wird mit radioaktivem Material vergiftet. Er bittet Gibbs den „Mord“ an ihm zu untersuchen. Wie wurde ihm das radioaktive Gift verabreicht? Versucht eine ausländische Regierung ein Atomwaffenprogramm zu verheimlichen? Und wer hatte die Möglichkeit den Lieutenant mit radioaktivem Material zu kontaminieren? Diese Fragen werden Gibbs und sein Team zu klären versuchen. |           |                       |                   |                      |                                       |                     |                                                 |                |
| 87 | 17        | Skelette              | Skeletons         | 27. Feb. 2007        | 30. Sep. 2007                         | James Whitmore, Jr. | Jesse Stern                                     | 4,43 Mio.      |
| Es kommt zu einer Explosion in einem Mausoleum. Zwei Mitarbeiter werden leicht verletzt. Schnell stellt sich heraus, was die Explosion verursacht hat und das mehr als nur ein Mensch in dieser Kammer seine letzte Ruhe fand. Steckt ein Serienkiller dahinter? |           |                       |                   |                      |                                       |                     |                                                 |                |
| 88 | 18        | Der verlorene Sohn    | Iceman            | 30. März 2007        | 7. Okt. 2007                          | Thomas J. Wright    | Shane Brennan                                   | 3,72 Mio.      |
| Ein vermutlich zu Tode gefrorener Marinesoldat erweist sich auf Duckys Leichenöffnungstisch als lebendig. Das NCIS-Team muss herausfinden, was der Mann Tage zuvor unternommen hat und wer ihn für tot erklärte. Die Untersuchungen ergeben, dass der Mann mit einem privaten Transportflugzeug nach Bagdad reiste. Außerdem gibt es eine Verbindung zu Gibbs’ Vergangenheit.                      |           |                       |                   |                      |                                       |                     |                                                 |                |
| 89 | 19        | Der Hinterhalt        | Grace Period      | 3. Apr. 2007         | 14. Okt. 2007                         | James Whitmore, Jr. | John Kelley                                     | 3,89 Mio.      |
| Bei einem Selbstmord-Attentat wird Paula Cassidys Team getötet. War es ein Terroranschlag gegen den NCIS? Das Team ermittelt zusammen mit Cassidy, während sich Abby und Ducky über den Todeszeitpunkt des Terroristen uneinig sind. |           |                       |                   |                      |                                       |                     |                                                 |                |
| 90 | 20        | Das Buch zum Mord     | Cover Story       | 10. Apr. 2007        | 21. Okt. 2007                         | Dennis Smith        | David North                                     | 3,91 Mio.      |
| McGees Roman Deep Six war ein Erfolg für den Hobbyschriftsteller und deshalb hat er sich dazu entschlossen, eine Fortsetzung zu schreiben. Eines Tages weist ein Mordfall seltsame Parallelen zu seinem noch nicht veröffentlichten Werk auf. Irgendjemand muss sich Zugang zum Manuskript verschafft haben und das Buch nachleben.                                                                |           |                       |                   |                      |                                       |                     |                                                 |                |
| 91 | 21        | Zum Greifen nah       | Brothers in Arms  | 24. Apr. 2007        | 28. Okt. 2007                         | Martha Mitchell     | Steven D. Binder                                | 3,22 Mio.      |
| Direktor Shepard macht einen großen Fehler, als sie alleine einen Mann trifft, um an Informationen über La Grenouille zu gelangen. Der Informant wird während des Treffens getötet. Jetzt muss das NCIS-Team alle vorhandenen Informationen sammeln und versuchen, den eigentlichen Mörder zu finden.                                                                                              |           |                       |                   |                      |                                       |                     |                                                 |                |
| 92 | 22        | Der blinde Fotograf   | In The Dark       | 1. Mai 2007          | 4. Nov. 2007                          | Thomas J. Wright    | Steven D. Binder                                | 4,08 Mio.      |
| Ein Fotograf hat einen Mord beobachtet. Das Interessante daran ist: er ist blind. |           |                       |                   |                      |                                       |                     |                                                 |                |
| 93 | 23        | Das trojanische Pferd | Trojan Horse      | 8. Mai 2007          | 11. Nov. 2007                         | Terrence O’Hara     | Shane Brennan & Donald P. Bellisario            | 3,72 Mio.      |
| Gibbs vertritt Director Shepard, die sich auf einer Konferenz befindet. Als ein toter Marine in einem Taxi am Haupttor eintrifft, kann Gibbs sich wieder auf seine Ermittlungen konzentrieren. Irgendwie hängt alles mit einem Fall zusammen, der bald vor Gericht verhandelt werden soll. |           |                       |                   |                      |                                       |                     |                                                 |                |
| 94 | 24        | Der Todesengel        | Angel of Death    | 22. Mai 2007         | 18. Nov. 2007                         | Dennis Smith        | Donald P. Bellisario                            | 4,03 Mio.      |
| Als Jenny von ihrer europäischen Reise zurückkehrt, wird die komplette NCIS-Mannschaft gezwungen, sich einer Lügendetektor-Prüfung der Homeland Security zu unterziehen, und die tiefsten Geheimnisse jedes einzelnen Agenten sind im Begriff offenbart zu werden. Außerdem werden der unbewaffnete Tony und Jeanne Geiseln von einem unbarmherzigen Rauschgifthändler.                            |           |                       |                   |                      |                                       |                     |                                                 |                |

## Staffel 5
Die Erstausstrahlung der fünften Staffel war vom 25. September 2007 bis zum 20. Mai 2008 auf dem US-amerikanischen Sender CBS zu sehen.
| Nr. (ges.) | Nr. (St.) | Deutscher Titel                   | Originaltitel       | Erstausstrahlung USA | Deutschsprachige Erstausstrahlung (D) | Regie               | Drehbuch                                                       | Zuschauer (DE) |
| --- | --------- | --------------------------------- | ------------------- | -------------------- | ------------------------------------- | ------------------- | -------------------------------------------------------------- | -------------- |
| 95 | 1         | Meine Freundin, ihr Vater und ich | Bury Your Dead      | 25. Sep. 2007        | 2. März 2008                          | Thomas J. Wright    | Shane Brennan                                                  | 3,93 Mio.      |
| Nachdem Tony den Waffenhändler La Grenouille trifft wird sein Auto in die Luft gesprengt. Das Team nimmt die Ermittlungen auf. |           |                                   |                     |                      |                                       |                     |                                                                |                |
| 96 | 2         | Familiensache                     | Family              | 2. Okt. 2007         | 9. März 2008                          | Martha Mitchell     | Steven Binder                                                  | 3,33 Mio.      |
| Es werden zwei Tote gefunden. Die eine Leiche hat vor kurzem entbunden. Und von dem Baby fehlt jede Spur. |           |                                   |                     |                      |                                       |                     |                                                                |                |
| 97 | 3         | Dreieck                           | Ex-File             | 9. Okt. 2007         | 16. März 2008                         | Dennis Smith        | Alfonso Moreno                                                 | 3,82 Mio.      |
| Bei einem Verbrechen gibt Gibbs dritte Exfrau dem Hauptverdächtigen ein Alibi. |           |                                   |                     |                      |                                       |                     |                                                                |                |
| 98 | 4         | Eine falsche Identität            | Identity Crisis     | 16. Okt. 2007        | 23. März 2008                         | Thomas J. Wright    | Jesse Stern                                                    | 2,72 Mio.      |
| Ducky macht eine Obduktion mit einem John Doe vor Studenten. Dabei fließt Quecksilber aus dem Kopf der Leiche. Der NCIS untersucht den Fall. |           |                                   |                     |                      |                                       |                     |                                                                |                |
| 99 | 5         | Der Mann auf dem Dach             | Leap of Faith       | 23. Okt. 2007        | 30. März 2008                         | Dennis Smith        | Frank Cardea & George Schenck                                  | 3,83 Mio.      |
| Gibbs kann einen Mann auf dem Dach eines Gebäudes davon abhalten, Selbstmord zu begehen. Doch kurz bevor sie festen Boden betreten, wird der Fremde erschossen. |           |                                   |                     |                      |                                       |                     |                                                                |                |
| 100 | 6         | Das Geisterschiff                 | Chimera             | 30. Okt. 2007        | 6. Apr. 2008                          | Terrence O’Hara     | Dan Fesman                                                     | 3,66 Mio.      |
| Der NCIS wird gerufen, um auf einem Forschungsschiff einen Todesfall zu untersuchen. Als sie das Schiff erreichen, scheint aber keiner mehr an Bord zu sein und auch der eigentliche Auftrag des Schiffes als „ziviles Forschungsschiff“ wird in Frage gestellt. |           |                                   |                     |                      |                                       |                     |                                                                |                |
| 101 | 7         | Alte Wunden                       | Requiem             | 6. Nov. 2007         | 13. Apr. 2008                         | Tony Wharmby        | Shane Brennan                                                  | 4,10 Mio.      |
| Eine alte Freundin von Gibbs’ toter Tochter Kelly steckt in Schwierigkeiten. Gibbs versucht, ihr zu helfen. Es kommt zu einem echten „Herzschlagfinale“. |           |                                   |                     |                      |                                       |                     |                                                                |                |
| 102 | 8         | Mord im Taxi                      | Designated Target   | 13. Nov. 2007        | 20. Apr. 2008                         | Colin Bucksey       | Reed Steiner                                                   | 3,76 Mio.      |
| Ein Admiral fährt mit einem Taxi zu einer Besprechung – das Taxi wird überfallen und beide, Admiral und Fahrer, werden erschossen. Doch der Taxifahrer hat eine falsche Identität – es ist nicht der Mann, den seine Frau erwartet hätte. Dem NCIS fällt auf, dass in letzter Zeit mehrere schwarze Taxifahrer ermordet werden. Und von der Frau erfahren sie, dass ihr Ehemann ein politischer Flüchtling ist und nun gesucht wird. |           |                                   |                     |                      |                                       |                     |                                                                |                |
| 103 | 9         | Gesucht und gefunden              | Lost & Found        | 20. Nov. 2007        | 27. Apr. 2008                         | Martha Mitchell     | David North                                                    | 3,56 Mio.      |
| Der Vater eines jungen Pfadfinders verschwindet. Er wird gesucht in Verbindung mit einem Mordfall. Lassen sich im Wald Beweise finden? |           |                                   |                     |                      |                                       |                     |                                                                |                |
| 104 | 10        | Wie ein wilder Stier              | Corporal Punishment | 27. Nov. 2007        | 4. Mai 2008                           | Arvin Brown         | Jesse Stern                                                    | 3,00 Mio.      |
| Ein Marine bricht aus einem Krankenhaus aus und läuft Amok. Hat jemand versucht, einen Supersoldaten zu erschaffen? |           |                                   |                     |                      |                                       |                     |                                                                |                |
| 105 | 11        | Beweise                           | Tribes              | 15. Jan. 2008        | 11. Mai 2008                          | Colin Bucksey       | Reed Steiner                                                   | 2,11 Mio.      |
| Ein muslimischer Soldat stirbt. Ducky weigert sich, aufgrund des Glaubens des Toten und seiner Familie, eine Autopsie durchzuführen, was die Ermittlungen erheblich behindert. |           |                                   |                     |                      |                                       |                     |                                                                |                |
| 106 | 12        | Auf der Lauer                     | Stakeout            | 8. Apr. 2008         | 31. Aug. 2008                         | Tony Wharmby        | Frank Cardea & George Schenck                                  | 3,19 Mio.      |
| Der NCIS observiert einen Lagerraum. Dabei wird von ihnen durch Zufall ein Mord an einem reichen Drogenkäufer beobachtet. Kurze Zeit später ist das Gerät, welches sie bewachen, verschwunden. |           |                                   |                     |                      |                                       |                     |                                                                |                |
| 107 | 13        | Hundeleben                        | Dog Tags            | 15. Apr. 2008        | 7. Sep. 2008                          | Oz Scott            | Dan Fesman & Alfonso Moreno                                    | 3,73 Mio.      |
| Ein Hund soll sein Herrchen getötet haben. Abby ist von der Unschuld des Tieres überzeugt und beginnt, auf eigene Faust zu ermitteln. Derweil verhält sich die Direktorin ziemlich merkwürdig. Gibbs macht sich Sorgen um ihre Gesundheit – ist sie etwa krank? |           |                                   |                     |                      |                                       |                     |                                                                |                |
| 108 | 14        | Lang lebe die Königin             | Internal Affairs    | 22. Apr. 2008        | 14. Sep. 2008                         | Tony Wharmby        | Reed Steiner & Jesse Stern                                     | 3,64 Mio.      |
| Die Leiche von La Grenouille wurde gefunden. Sofort richtet sich der Verdacht auf die Direktorin des NCIS, Jenny Shepard. |           |                                   |                     |                      |                                       |                     |                                                                |                |
| 109 | 15        | Grüne Zone                        | In the Zone         | 29. Apr. 2008        | 21. Sep. 2008                         | Terrence O’Hara     | Linda Burstyn                                                  | 3,53 Mio.      |
| Tony wird mit einer Kollegin in den Irak geschickt, um dort in der „grünen Zone“ zu ermitteln. |           |                                   |                     |                      |                                       |                     |                                                                |                |
| 110 | 16        | Mann ohne Gesicht                 | Recoil              | 6. Mai 2008          | 28. Sep. 2008                         | James Whitmore, Jr. | Handlung: Dan Fesman Schauspiel: George Schenck & Frank Cardea | 2,17 Mio.      |
| Ziva ermittelt undercover gegen einen Verdächtigen. Doch der bekommt davon Wind. |           |                                   |                     |                      |                                       |                     |                                                                |                |
| 111 | 17        | Falsche Baustelle                 | About Face          | 13. Mai 2008         | 5. Okt. 2008                          | Dennis Smith        | Alfonso Moreno, Reed Steiner & Jesse Stern                     | 3,19 Mio.      |
| Durch Zufall wird Palmer Zeuge eines Verbrechens. Kann er den Täter identifizieren? |           |                                   |                     |                      |                                       |                     |                                                                |                |
| 112 | 18        | Der Oshimaida-Code                | Judgment Day (1)    | 20. Mai 2008         | 12. Okt. 2008                         | Thomas J. Wright    | Steven Binder & David North                                    | 3,74 Mio.      |
| Auf einer Beerdigung bekommt Director Shepard mit, wie der ehemalige Notrufcode „Oshimaida“ verwendet wird. Darauf ermittelt sie auf eigene Faust, wer dahinter steckt. |           |                                   |                     |                      |                                       |                     |                                                                |                |
| 113 | 19        | Schlimme Tage                     | Judgment Day (2)    | 20. Mai 2008         | 19. Okt. 2008                         | Thomas J. Wright    | Steven Binder, David North & Christopher J. Waild              | —              |
| Nachdem Jenny die Ereignisse aus „Der Oshimaida-Code“ nicht überlebt hat, plagt sich das Team mit Zweifeln und versucht, die Auftraggeber zu schnappen. Doch der neue Direktor kann mit den Hauruckaktionen von Gibbs nichts anfangen und trennt das Team prompt. |           |                                   |                     |                      |                                       |                     |                                                                |                |

## Staffel 6
Die Erstausstrahlung der sechsten Staffel war vom 23. September 2008 bis zum 19. Mai 2009 auf dem US-amerikanischen Sender CBS zu sehen.
| Nr. (ges.) | Nr. (St.) | Deutscher Titel            | Originaltitel      | Erstausstrahlung USA | Deutschsprachige Erstausstrahlung (D) | Regie               | Drehbuch                                         |
| --- | --------- | -------------------------- | ------------------ | -------------------- | ------------------------------------- | ------------------- | ------------------------------------------------ |
| 114 | 1         | Aus den Augen …            | Last Man Standing  | 23. Sep. 2008        | 1. März 2009                          | Tony Wharmby        | Shane Brennan                                    |
| Seit drei Monaten ist das NCIS-Team nun schon in alle Winde zerstreut. Auf Ziva, die in Israel arbeitet, wird ein Anschlag verübt. Und langsam kommt Gibbs dahinter, was Leon Vance mit der Trennung vorhatte. |           |                            |                    |                      |                                       |                     |                                                  |
| 115 | 2         | Agent zur See              | Agent Afloat       | 30. Sep. 2008        | 8. März 2009                          | Thomas J. Wright    | Dan Fesman & David North                         |
| DiNozzo ist immer noch auf der USS Seahawk. Da passiert ein Selbstmord an Bord des Schiffes. Also beginnt der NCIS zu ermitteln. |           |                            |                    |                      |                                       |                     |                                                  |
| 116 | 3         | Ein ehrenwerter Mann       | Capitol Offense    | 7. Okt. 2008         | 15. März 2009                         | Dennis Smith        | Frank Cardea & George Schenck                    |
| Ein Lieutenant Commander wird ermordet in einem See gefunden. Bei der Ermittlung bittet ein befreundeter Senator Gibbs, nicht zu genau zu ermitteln. |           |                            |                    |                      |                                       |                     |                                                  |
| 117 | 4         | Vater und Sohn             | Heartland          | 14. Okt. 2008        | 22. März 2009                         | Tony Wharmby        | Jesse Stern                                      |
| Als ein Marine ermordet wird, beginnt die Ermittlung. Und die führt in die Heimatstadt von Gibbs – und so Gibbs zu seinem Vater. |           |                            |                    |                      |                                       |                     |                                                  |
| 118 | 5         | Der falsche Zeuge          | Nine Lives         | 21. Okt. 2008        | 29. März 2009                         | Dennis Smith        | Linda Burstyn, Dan Fesman & David North          |
| Ein Corporal wird gefoltert und ermordet aufgefunden. Bei den Ermittlungen kommt dem NCIS das FBI in die Quere. |           |                            |                    |                      |                                       |                     |                                                  |
| 119 | 6         | Der Traum vom Ruhm         | Murder 2.0         | 28. Okt. 2008        | 5. Apr. 2009                          | Arvin Brown         | Steven Binder                                    |
| Ein Mann wird tot aufgefunden. In seinem Mund findet sich der Hinweis auf eine Webseite – dort ist ein Video vom Mord zu beobachten. Und es gibt Hinweise auf ein zweites Video. |           |                            |                    |                      |                                       |                     |                                                  |
| 120 | 7         | Kollateralschaden          | Collateral Damage  | 11. Nov. 2008        | 12. Apr. 2009                         | Terrence O’Hara     | Alfonso Moreno                                   |
| Bei einem Banküberfall auf einem Marine-Stützpunkt wird der Wachmann erschossen. Das Team ermittelt und stellt fest, dass der Banküberfall wahrscheinlich nur ein Ablenkungsmanöver ist. |           |                            |                    |                      |                                       |                     |                                                  |
| 121 | 8         | Verraten                   | Cloak              | 18. Nov. 2008        | 19. Apr. 2009                         | James Whitmore, Jr. | Jesse Stern                                      |
| Gibbs’ Team hat den Auftrag erhalten, in ein Gebäude der Navy einzudringen, um zu überprüfen, ob die Gebäude endlich wieder sicher sind, nachdem der Maulwurf vom NCIS sich Zugang verschafft hatte. Währenddessen stellt sich heraus, dass Brent Langer unschuldig war und Agent Lee der wahre Maulwurf ist.                                               |           |                            |                    |                      |                                       |                     |                                                  |
| 122 | 9         | Domino                     | Dagger             | 25. Nov. 2008        | 26. Apr. 2009                         | Dennis Smith        | Reed Steiner & Christopher J. Waild              |
| Nachdem Agent Lee als der Maulwurf enttarnt wurde, stellt sich heraus, dass sie nur ein Mittel zum Zweck war, um an den geheimen Sicherheitsplan Domino heranzukommen. Doch als Gibbs und sein Team ihrer Kontaktperson auflauern wollen, wird klar, dass auch diese nur benutzt wird.                                                                      |           |                            |                    |                      |                                       |                     |                                                  |
| 123 | 10        | Fight Club                 | Road Kill          | 2. Dez. 2008         | 3. Mai 2009                           | Thomas J. Wright    | Steven Kriozere                                  |
| Ein Petty Officer wird in seinem Wagen erschossen, dabei stellt sich heraus, dass er an illegalen Boxwettkämpfen teilgenommen hat. Die Spur führt zu einer Millionärin. |           |                            |                    |                      |                                       |                     |                                                  |
| 124 | 11        | Stille Nacht               | Silent Night       | 16. Dez. 2008        | 10. Mai 2009                          | Tony Wharmby        | Frank Cardea & George Schenck                    |
| Es ist gerade Weihnachtszeit, als am Tatort eines Mordes die Fingerabdrücke des vermeintlich toten Petty Officers Quinn gefunden werden. Dieser behauptet, dass er in der Garage gearbeitet hatte, als der Mord geschah. Dennoch möchte die Metro Police Quinn verhaften, während der NCIS eine Verknüpfung zu einem Sicherheitsbeamten findet.             |           |                            |                    |                      |                                       |                     |                                                  |
| 125 | 12        | Hinter Gittern             | Caged              | 6. Jan. 2009         | 17. Mai 2009                          | Leslie Libman       | Alfonso Moreno                                   |
| Als die Leiche des Navy-Lieutenant Neil Poletto gefunden wird, erinnert sich Gibbs sofort an einen Fall, der bereits vor über zehn Jahren Aufsehen erregte – die Prostituierte Celia Roberts wurde damals angeklagt und sitzt seitdem im Gefängnis. Als McGee ein Geständnis von ihr holen will, kommt es zur Revolte.                                      |           |                            |                    |                      |                                       |                     |                                                  |
| 126 | 13        | Schatten der Vergangenheit | Broken Bird        | 13. Jan. 2009        | 24. Mai 2009                          | James Whitmore, Jr. | Jesse Stern                                      |
| Die Afghanin Mosuma Daoub attackiert Ducky. Gibbs und sein Team ermitteln, welche Gründe die Frau haben könnte. Und tatsächlich werden sie fündig: Ducky war vor 30 Jahren in Afghanistan als Arzt stationiert und hat damals den Bruder von Mosuma sterben lassen.                                                                                         |           |                            |                    |                      |                                       |                     |                                                  |
| 127 | 14        | Der verschwundene Ring     | Love & War         | 27. Jan. 2009        | 31. Mai 2009                          | Terrence O’Hara     | Steven Binder & David North                      |
| Rebecca Jennings und ihr Ex-Verlobter Kevin Nelson tauchen im Büro des NCIS auf, um ihren Vater, einen Angestellten des Geheimdienstes, als vermisst zu melden. Und schon bald erfahren sie, wieso ihr Vater nicht aufgetaucht ist, als sie verabredet waren: Er wurde ermordet.                                                                            |           |                            |                    |                      |                                       |                     |                                                  |
| 128 | 15        | Abschreckung               | Deliverance        | 10. Feb. 2009        | 30. Aug. 2009                         | Dennis Smith        | Dan Fesman & Reed Steiner                        |
| Ein toter Marine wird in einem verlassenen Parkhaus entdeckt. Eine mit Blut in den Beton geschriebene Nummer entpuppt sich als die Dienstnummer von Agent Gibbs. Die Spur führt zu illegalen Waffenverkäufern und in die Vergangenheit von Agent Gibbs. |           |                            |                    |                      |                                       |                     |                                                  |
| 129 | 16        | Der Sündenbock             | Bounce             | 17. Feb. 2009        | 6. Sep. 2009                          | Arvin Brown         | Steven Binder & David North                      |
| Ein ermordeter Regierungsangestellter, gefunden in einem Abfallcontainer eines Hotels, führt zurück zu einem Fall von Agent DiNozzo, bei dem er einen Regierungsangestellten zu Unrecht ins Gefängnis gebracht hatte. |           |                            |                    |                      |                                       |                     |                                                  |
| 130 | 17        | Paket von einem Toten      | South by Southwest | 24. Feb. 2009        | 20. Sep. 2009                         | Thomas J. Wright    | Frank Cardea & George Schenck                    |
| Auf offener Straße wird ein NCIS-Agent erschossen, der noch kurz vorher ein Paket für Abby Sciuto absenden kann. Das Bild in dem Paket führt sie auf die Spur einer skrupellosen Minengesellschaft. |           |                            |                    |                      |                                       |                     |                                                  |
| 131 | 18        | Alleingang                 | Knockout           | 17. März 2009        | 27. Sep. 2009                         | Tony Wharmby        | Jesse Stern                                      |
| Der Tod eines Freundes führt Direktor Vance nach Chicago. Er will den Fall ohne Gibbs aufklären. Gibbs wird misstrauisch, da Vance ihm sagt, dass der Tote ein Marine war, es aber keine Dienstakte gibt. Was verschweigt Vance? |           |                            |                    |                      |                                       |                     |                                                  |
| 132 | 19        | Der Fluch der Waffe        | Hide and Seek      | 24. März 2009        | 4. Okt. 2009                          | Dennis Smith        | Dan Fesman                                       |
| Als ein Kind eine Waffe entdeckt, mit der jemand getötet wurde, gerät dessen ganze Familie unter Verdacht. Das NCIS-Team muss herausfinden, wer der letzte war, der die Waffe verwendete, und wer damit erschossen wurde. |           |                            |                    |                      |                                       |                     |                                                  |
| 133 | 20        | Der Schatz des Piraten     | Dead Reckoning     | 31. März 2009        | 11. Okt. 2009                         | Terrence O’Hara     | David North, Reed Steiner & Christopher J. Waild |
| Gibbs muss seine persönlichen Gefühle zurückstellen und mit Trent Kort zusammenarbeiten, der zurückkehrt, um einen Banditen ausfindig zu machen. |           |                            |                    |                      |                                       |                     |                                                  |
| 134 | 21        | Schachmatt                 | Toxic              | 7. Apr. 2009         | 18. Okt. 2009                         | Thomas J. Wright    | Steven Binder                                    |
| Abby muss eine heimliche Spitzenregierungsmission übernehmen. Ein Wissenschaftler wird vermisst. Doch Abby erkennt bald, dass die Dinge nicht so sind, wie sie offensichtlich erscheinen. Das NCIS-Team macht sich derzeit Sorgen um Abbys Sicherheit. |           |                            |                    |                      |                                       |                     |                                                  |
| 135 | 22        | Legende – Teil 1           | Legend (Part I)    | 28. Apr. 2009        | 25. Okt. 2009                         | Tony Wharmby        | Shane Brennan                                    |
| Der NCIS ermittelt in einem Fall, bei dem das Opfer gerade aus Los Angeles gekommen ist, als der NCIS aus Los Angeles auf den Fall zugreift. |           |                            |                    |                      |                                       |                     |                                                  |
| 136 | 23        | Legende – Teil 2           | Legend (Part II)   | 5. Mai 2009          | 1. Nov. 2009                          | James Whitmore, Jr. | Shane Brennan                                    |
| In Los Angeles setzen Gibbs und McGee ihre Zusammenarbeit mit einer anderen NCIS-Abteilung fort, um eine Terroristenzelle zu verfolgen. Agent Callen untersucht undercover, während ein Psychologe die Wahrheit über die Beziehung zwischen Gibbs und Agent Macy aufdeckt. Außerdem befürchtet Tony, dass Ziva sich gegenüber dem NCIS nicht loyal verhält. |           |                            |                    |                      |                                       |                     |                                                  |
| 137 | 24        | Geheimpoker                | Semper Fidelis     | 12. Mai 2009         | 8. Nov. 2009                          | Tony Wharmby        | Jesse Stern                                      |
| Als ein ICE-Agent ermordet wird, wird das Team des NCIS gezwungen, mit dem FBI und dem ICE zusammenzuarbeiten, um den Mord zu lösen. |           |                            |                    |                      |                                       |                     |                                                  |
| 138 | 25        | Heimkehr                   | Aliyah             | 19. Mai 2009         | 15. Nov. 2009                         | Dennis Smith        | David North                                      |
| Nachdem Tony Zivas Freund in Notwehr erschossen hat, brodelt es im Team. Ziva glaubt, dass Tony aus Eifersucht gehandelt hat. Als Gibbs, Tony und Ziva den Toten nach Israel bringen, wird Ziva von ihrem Vater mitgeteilt, dass ihre Zeit beim NCIS beendet ist.                                                                                           |           |                            |                    |                      |                                       |                     |                                                  |

## Staffel 7
Die Erstausstrahlung der siebten Staffel war vom 22. September 2009 bis zum 25. Mai 2010 auf dem US-amerikanischen Sender CBS zu sehen. Die deutschsprachige Erstausstrahlung wurde vom 28. Februar bis zum 31. Oktober 2010 auf dem deutschen Sender Sat.1 gesendet.
| Nr. (ges.) | Nr. (St.) | Deutscher Titel          | Originaltitel         | Erstausstrahlung USA | Deutschsprachige Erstausstrahlung (D) | Regie               | Drehbuch                            | Zuschauer (USA) |
| ---------- | --------- | ------------------------ | --------------------- | -------------------- | ------------------------------------- | ------------------- | ----------------------------------- | --------------- |
| 139        | 1         | Der Joker                | Truth or Consequences | 22. Sep. 2009        | 28. Feb. 2010                         | Dennis Smith        | Jesse Stern                         | 20,61 Mio.      |
| 140        | 2         | Wie ein Vater            | Reunion               | 29. Sep. 2009        | 7. März 2010                          | Tony Wharmby        | Steven D. Binder                    | 21,37 Mio.      |
| 141        | 3         | Der Insider              | The Inside Man        | 6. Okt. 2009         | 14. März 2010                         | Thomas J. Wright    | George Schenck & Frank Cardea       | 20,70 Mio.      |
| 142        | 4         | Damokles                 | Good Cop, Bad Cop     | 13. Okt. 2009        | 21. März 2010                         | Leslie Libman       | Jesse Stern; David J. North         | 21,04 Mio.      |
| 143        | 5         | Böse Streiche            | Code of Conduct       | 20. Okt. 2009        | 28. März 2010                         | Terrence O’Hara     | Reed Steiner & Christopher J. Waild | 21,25 Mio.      |
| 144        | 6         | Das Boot                 | Outlaws and In-Laws   | 3. Nov. 2009         | 4. Apr. 2010                          | Tony Wharmby        | Jesse Stern                         | 20,18 Mio.      |
| 145        | 7         | Der letzte Schuss        | Endgame               | 10. Nov. 2009        | 11. Apr. 2010                         | James Whitmore, Jr. | Gary Glasberg                       | 20,96 Mio.      |
| 146        | 8         | Unplugged                | Power Down            | 17. Nov. 2009        | 18. Apr. 2010                         | Thomas J. Wright    | Steven D. Binder & David J. North   | 20,34 Mio.      |
| 147        | 9         | Kinderspiel              | Child’s Play          | 24. Nov. 2009        | 25. Apr. 2010                         | William Webb        | Reed Steiner                        | 20,35 Mio.      |
| 148        | 10        | Die Ehre der Familie     | Faith                 | 15. Dez. 2009        | 2. Mai 2010                           | Arvin Brown         | Gary Glasberg                       | 20,69 Mio.      |
| 149        | 11        | Rocket Man               | Ignition              | 5. Jan. 2010         | 9. Mai 2010                           | Dennis Smith        | Jesse Stern                         | 21,37 Mio.      |
| 150        | 12        | Der doppelte Tony        | Flesh and Blood       | 12. Jan. 2010        | 16. Mai 2010                          | Arvin Brown         | George Schenck & Frank Cardea       | 20,85 Mio.      |
| 151        | 13        | Wie im Flug              | Jet Lag               | 26. Jan. 2010        | 23. Mai 2010                          | Tony Wharmby        | Christopher J. Waild                | 20,22 Mio.      |
| 152        | 14        | Kobalt 60                | Masquerade            | 2. Feb. 2010         | 30. Mai 2010                          | James Whitmore, Jr. | Steven D. Binder                    | 19,23 Mio.      |
| 153        | 15        | Vollgas                  | Jack-Knife            | 9. Feb. 2010         | 6. Juni 2010                          | Dennis Smith        | Jesse Stern                         | 19,75 Mio.      |
| 154        | 16        | Schwiegermuttertag       | Mother’s Day          | 2. März 2010         | 5. Sep. 2010                          | Tony Wharmby        | Gary Glasberg & Reed Steiner        | 19,67 Mio.      |
| 155        | 17        | Zwei Leben               | Double Identity       | 9. März 2010         | 12. Sep. 2010                         | Mark Horowitz       | George Schenck & Frank Cardea       | 19,58 Mio.      |
| 156        | 18        | Der Schatz der Calafuego | Jurisdiction          | 16. März 2010        | 19. Sep. 2010                         | Terrence O’Hara     | Lee David Zlotoff                   | 18,00 Mio.      |
| 157        | 19        | Holly Snow               | Guilty Pleasure       | 6. Apr. 2010         | 26. Sep. 2010                         | James Whitmore, Jr. | Reed Steiner & Christopher J. Waild | 16,45 Mio.      |
| 158        | 20        | Ein rotes Haar           | Moonlighting          | 27. Apr. 2010        | 3. Okt. 2010                          | Thomas J. Wright    | Steven D. Binder & Jesse Stern      | 16,29 Mio.      |
| 159        | 21        | Regel Nummer zehn        | Obsession             | 4. Mai 2010          | 10. Okt. 2010                         | Tony Wharmby        | George Schenck & Frank Cardea       | 15,10 Mio.      |
| 160        | 22        | Kalte Spuren             | Borderland (1)        | 11. Mai 2010         | 17. Okt. 2010                         | Terrence O' Hara    | Steven D. Binder                    | 17,23 Mio.      |
| 161        | 23        | Ein guter Patriot        | Patriot Down (2)      | 18. Mai 2010         | 24. Okt. 2010                         | Dennis Smith        | Gary Glasberg                       | 15,96 Mio.      |
| 162        | 24        | Regel 51                 | Rule Fifty-One (3)    | 25. Mai 2010         | 31. Okt. 2010                         | Dennis Smith        | Jesse Stern                         | 16,30 Mio.      |

## Staffel 8
Die Erstausstrahlung der achten Staffel war vom 21. September 2010 bis zum 17. Mai 2011 auf dem US-amerikanischen Sender CBS zu sehen. Die deutschsprachige Erstausstrahlung begann mit der ersten Folge am 13. Februar 2011 auf dem deutschen Free-TV-Sender Sat.1 und wurde vom 15. Februar bis zum 7. November 2011 auf dem Schweizer Free-TV-Sender 3+ fortgesetzt.
| Nr. (ges.) | Nr. (St.) | Deutscher Titel             | Originaltitel           | Erstausstrahlung USA | Deutschsprachige Erstausstrahlung (D/CH) | Regie                 | Drehbuch                                               | Zuschauer (USA) | Zuschauer (DE) |
| ---------- | --------- | --------------------------- | ----------------------- | -------------------- | ---------------------------------------- | --------------------- | ------------------------------------------------------ | --------------- | -------------- |
| 163        | 1         | Die tapferste Stunde        | Spider and the Fly (4)  | 21. Sep. 2010        | 13. Feb. 2011                            | Dennis Smith          | Gary Glasberg                                          | 19,41 Mio.      | 4,07 Mio.      |
| 164        | 2         | Der alte Fuchs              | Worst Nightmare         | 28. Sep. 2010        | 15. Feb. 2011                            | Tony Wharmby          | Steven D. Binder                                       | 19,15 Mio.      | 4,10 Mio.      |
| 165        | 3         | Rache ist bitter            | Short Fuse              | 5. Okt. 2010         | 22. Feb. 2011                            | Leslie Libman         | George Schenck & Frank Cardea                          | 19,81 Mio.      | 3,72 Mio.      |
| 166        | 4         | Schmutzige Millionen        | Royals and Loyals       | 12. Okt. 2010        | 1. März 2011                             | Arvin Brown           | Reed Steiner                                           | 19,20 Mio.      | 3,98 Mio.      |
| 167        | 5         | Feld der Alpträume          | Dead Air                | 19. Okt. 2010        | 7. März 2011                             | Terrence O’Hara       | Christopher J. Waild                                   | 19,41 Mio.      | 3,63 Mio.      |
| 168        | 6         | Genie und Wahnsinn          | Cracked                 | 26. Okt. 2010        | 15. März 2011                            | Tony Wharmby          | Nicole Mirante-Matthews                                | 20,18 Mio.      | 4,27 Mio.      |
| 169        | 7         | Mark 15                     | Broken Arrow            | 9. Nov. 2010         | 22. März 2011                            | Arvin Brown           | George Schenck & Frank Cardea                          | 19,87 Mio.      | 3,67 Mio.      |
| 170        | 8         | Fremde Feinde               | Enemies Foreign (1)     | 16. Nov. 2010        | 29. März 2011                            | Dennis Smith          | Jesse Stern                                            | 19,43 Mio.      | 3,93 Mio.      |
| 171        | 9         | Vertraute Feinde            | Enemies Domestic (2)    | 23. Nov. 2010        | 5. Apr. 2011                             | Mark Horowitz         | Jesse Stern                                            | 18,78 Mio.      | 3,92 Mio.      |
| 172        | 10        | Der Zeuge                   | False Witness           | 14. Dez. 2010        | 17. Apr. 2011                            | James Whitmore, Jr.   | Steven D. Binder                                       | 19,87 Mio.      | 3,40 Mio.      |
| 173        | 11        | Schiffe in der Nacht        | Ships in the Night      | 11. Jan. 2011        | 26. Apr. 2011                            | Thomas Wright         | Reed Steiner & Christopher J. Waild                    | 21,93 Mio.      | 3,45 Mio.      |
| 174        | 12        | Nichts fragen, nichts sagen | Recruited               | 18. Jan. 2011        | 3. Mai 2011                              | Arvin Brown           | Gary Glasberg                                          | 21,09 Mio.      | 3,50 Mio.      |
| 175        | 13        | Die Kunst des Überlebens    | Freedom                 | 1. Feb. 2011         | 21. Juni 2011                            | Craig Ross, Jr.       | Nicole Mirante-Matthews                                | 22,85 Mio.      | 3,81 Mio.      |
| 176        | 14        | Der Schlussstrich           | A Man Walks Into a Bar… | 8. Feb. 2011         | 28. Juni 2011                            | James Whitmore, Jr.   | Gary Glasberg                                          | 20,35 Mio.      | 3,57 Mio.      |
| 177        | 15        | Die schöne Tochter          | Defiance                | 15. Feb. 2011        | 5. Juli 2011                             | Dennis Smith          | George Schenck & Frank Cardea                          | 19,40 Mio.      | 3,34 Mio.      |
| 178        | 16        | Max Destructo               | Kill Screen             | 22. Feb. 2011        | 12. Juli 2011                            | Tony Wharmby          | Steven D. Binder; Steven Kriozere                      | 21,32 Mio.      | 3,50 Mio.      |
| 179        | 17        | Das Geld anderer Leute      | One Last Score          | 1. März 2011         | 26. Juli 2011                            | Michael Weatherly     | Jesse Stern                                            | 19,21 Mio.      | 3,11 Mio.      |
| 180        | 18        | Das Geständnis              | Out of the Frying Pan   | 22. März 2011        | 2. Aug. 2011                             | Terrence O’Hara       | Reed Steiner & Christopher J. Waild; Leon Carroll, jr. | 19,46 Mio.      | 2,77 Mio.      |
| 181        | 19        | Ein offenes Buch            | Tell-All                | 29. März 2011        | 29. Aug. 2011                            | Kevin Rodney Sullivan | Andrew Bartels                                         | 18,73 Mio.      | 3,73 Mio.      |
| 182        | 20        | Der Hafenmörder             | Two-Faced               | 5. Apr. 2011         | 5. Sep. 2011                             | Thomas Wright         | Nicole Mirante-Matthews & Reed Steiner                 | 19,40 Mio.      | 3,49 Mio.      |
| 183        | 21        | Spiel der Masken            | Dead Reflection         | 12. Apr. 2011        | 17. Okt. 2011                            | William Webb          | George Schenck & Frank Cardea                          | 19,87 Mio.      | 3,34 Mio.      |
| 184        | 22        | Besser spät als nie         | Baltimore               | 3. Mai 2011          | 24. Okt. 2011                            | Terrence O’Hara       | Steven D. Binder                                       | 17,87 Mio.      | 3,99 Mio.      |
| 185        | 23        | Schwanengesang              | Swan Song (1)           | 10. Mai 2011         | 31. Okt. 2011                            | Tony Wharmby          | Jesse Stern                                            | 17,62 Mio.      | 3,48 Mio.      |
| 186        | 24        | Operation Frankenstein      | Pyramid (2)             | 17. Mai 2011         | 7. Nov. 2011                             | Dennis Smith          | Gary Glasberg                                          | 18,62 Mio.      | 3,86 Mio.      |

## Staffel 9
Die Erstausstrahlung der neunten Staffel war vom 20. September 2011 bis zum 15. Mai 2012 auf dem US-amerikanischen Sender CBS zu sehen. Die deutschsprachige Erstausstrahlung der ersten beiden Episoden strahlte der deutsche Free-TV-Sender Sat.1 am 29. Januar 2012 aus. Die der weiteren Episoden zeigte der Schweizer Free-TV-Sender 3+ vom 31. Januar bis zum 23. Oktober 2012.
| Nr. (ges.) | Nr. (St.) | Deutscher Titel          | Originaltitel             | Erstausstrahlung USA | Deutschsprachige Erstausstrahlung (D/CH) | Regie               | Drehbuch                                 | Zuschauer (USA) | Zuschauer (DE) |
| ---------- | --------- | ------------------------ | ------------------------- | -------------------- | ---------------------------------------- | ------------------- | ---------------------------------------- | --------------- | -------------- |
| 187        | 1         | Phantom 8                | Nature of the Beast       | 20. Sep. 2011        | 29. Jan. 2012                            | Tony Wharmby        | Gary Glasberg                            | 19,96 Mio.      | 3,85 Mio.      |
| 188        | 2         | Für immer jung           | Restless                  | 27. Sep. 2011        | 29. Jan. 2012                            | James Whitmore, Jr. | Steven D. Binder                         | 19,51 Mio.      | 3,88 Mio.      |
| 189        | 3         | Das ANAX-Prinzip         | The Penelope Papers       | 4. Okt. 2011         | 31. Jan. 2012                            | Arvin Brown         | Nicole Mirante-Matthews                  | 19,35 Mio.      | 3,85 Mio.      |
| 190        | 4         | Der unsichtbare Dritte   | Enemy on the Hill         | 11. Okt. 2011        | 7. Feb. 2012                             | Dennis Smith        | George Schenck & Frank Cardea            | 18,98 Mio.      | 3,91 Mio.      |
| 191        | 5         | Im sicheren Hafen        | Safe Harbor               | 18. Okt. 2011        | 14. Feb. 2012                            | Terrence O’Hara     | Reed Steiner & Christopher J. Waild      | 19,41 Mio.      | 4,21 Mio.      |
| 192        | 6         | Mehr über Mary           | Thirst                    | 25. Okt. 2011        | 21. Feb. 2012                            | Tom Wright          | Scott Williams                           | 19,43 Mio.      | 3,83 Mio.      |
| 193        | 7         | Das magische Dreieck     | Devil’s Triangle          | 1. Nov. 2011         | 28. Feb. 2012                            | Leslie Libman       | Steven D. Binder & Reed Steiner          | 19,71 Mio.      | 4,44 Mio.      |
| 194        | 8         | Der leere Sarg           | Engaged (Part I)          | 8. Nov. 2011         | 6. März 2012                             | James Whitmore, Jr. | Gina Lucita Monreal                      | 20,38 Mio.      | 3,63 Mio.      |
| 195        | 9         | Der Vorhof der Hölle     | Engaged (Part II)         | 15. Nov. 2011        | 13. März 2012                            | Tony Wharmby        | Gary Glasberg                            | 20,00 Mio.      | 4,19 Mio.      |
| 196        | 10        | Die Sünden meines Vaters | Sins of the Father        | 22. Nov. 2011        | 20. März 2012                            | Arvin Brown         | George Schenck & Frank Cardea            | 18,50 Mio.      | 3,34 Mio.      |
| 197        | 11        | Schüsse im Schnee        | Newborn King              | 13. Dez. 2011        | 27. März 2012                            | Dennis Smith        | Christopher J. Waild                     | 19,13 Mio.      | 4,06 Mio.      |
| 198        | 12        | Geisterjagd              | Housekeeping              | 3. Jan. 2012         | 9. Apr. 2012                             | Terrence O’Hara     | Scott Williams                           | 19,81 Mio.      | 3,87 Mio.      |
| 199        | 13        | Ein verzweifelter Mann   | A Desperate Man           | 10. Jan. 2012        | 16. Apr. 2012                            | Leslie Libman       | Nicole Mirante-Matthews                  | 20,87 Mio.      | 3,99 Mio.      |
| 200        | 14        | Was wäre wenn…           | Life Before His Eyes      | 7. Feb. 2012         | 23. Apr. 2012                            | Tony Wharmby        | Gary Glasberg                            | 20,98 Mio.      | 3,08 Mio.      |
| 201        | 15        | Superhelden              | Secrets                   | 14. Feb. 2012        | 20. Aug. 2012                            | Leslie Libman       | Steven D. Binder                         | 19,59 Mio.      | 3,58 Mio.      |
| 202        | 16        | Geheimniskrämer          | Psych Out                 | 21. Feb. 2012        | 27. Aug. 2012                            | Dennis Smith        | Gary Glasberg & Reed Steiner             | 19,29 Mio.      | 3,48 Mio.      |
| 203        | 17        | Der schmale Grat         | Need To Know              | 28. Feb. 2012        | 3. Sep. 2012                             | Michelle MacLaren   | George Schenck & Frank Cardea            | 18,20 Mio.      | 2,79 Mio.      |
| 204        | 18        | Verräterische Zeichen    | The Tell                  | 20. März 2012        | 10. Sep. 2012                            | Tom Wright          | Gina Lucita Monreal                      | 19,05 Mio.      | 3,29 Mio.      |
| 205        | 19        | Der gute Sohn            | The Good Son              | 27. März 2012        | 17. Sep. 2012                            | Terrence O’Hara     | Nicole Mirante-Matthews & Scott Williams | 18,67 Mio.      | 3,67 Mio.      |
| 206        | 20        | Missionare               | The Missionary Position   | 10. Apr. 2012        | 25. Sep. 2012                            | Arvin Brown         | Allison Abner                            | 17,66 Mio.      | 3,54 Mio.      |
| 207        | 21        | Aquamarin                | Rekindled (1)             | 17. Apr. 2012        | 2. Okt. 2012                             | Mark Horowitz       | Christopher J. Waild & Reed Steiner      | 18,08 Mio.      | 3,42 Mio.      |
| 208        | 22        | Auftrag in Neapel        | Playing With Fire (2)     | 1. Mai 2012          | 9. Okt. 2012                             | Dennis Smith        | George Schenck & Frank Cardea            | 17,58 Mio.      | 3,21 Mio.      |
| 209        | 23        | Menschenopfer            | Up in Smoke (3)           | 8. Mai 2012          | 16. Okt. 2012                            | James Whitmore, Jr. | Steven D. Binder                         | 18,20 Mio.      | 3,44 Mio.      |
| 210        | 24        | Für Evan                 | Till Death Do Us Part (4) | 15. Mai 2012         | 23. Okt. 2012                            | Tony Wharmby        | Gary Glasberg                            | 19,05 Mio.      | 3,85 Mio.      |

## Staffel 10
Die Erstausstrahlung der zehnten Staffel war vom 25. September 2012 bis zum 14. Mai 2013 auf dem US-amerikanischen Sender CBS zu sehen. Die deutschsprachige Erstausstrahlung sendete der Schweizer Sender 3+ vom 1. Januar bis zum 18. Oktober 2013.
| Nr. (ges.) | Nr. (St.) | Deutscher Titel                  | Originaltitel         | Erstausstrahlung USA | Deutschsprachige Erstausstrahlung (CH) | Regie               | Drehbuch                                             | Zuschauer (USA) | Zuschauer (DE) |
| ---------- | --------- | -------------------------------- | --------------------- | -------------------- | -------------------------------------- | ------------------- | ---------------------------------------------------- | --------------- | -------------- |
| 211        | 1         | Mit äußerster Härte              | Extreme Prejudice (5) | 25. Sep. 2012        | 1. Jan. 2013                           | Tony Wharmby        | Gary Glasberg                                        | 20,48 Mio.      | 4,21 Mio.      |
| 212        | 2         | Duftmarken                       | Recovery              | 2. Okt. 2012         | 8. Jan. 2013                           | Dennis Smith        | Scott Williams                                       | 18,87 Mio.      | 4,16 Mio.      |
| 213        | 3         | Falscher Mond                    | Phoenix               | 9. Okt. 2012         | 15. Jan. 2013                          | Terrence O’Hara     | Steven D. Binder                                     | 18,51 Mio.      | 4,14 Mio.      |
| 214        | 4         | Ghostrunners                     | Lost at Sea           | 23. Okt. 2012        | 22. Jan. 2013                          | Tony Wharmby        | Christopher J. Waild                                 | 17,78 Mio.      | 3,95 Mio.      |
| 215        | 5         | Leroy Jethro                     | The Namesake          | 30. Okt. 2012        | 29. Jan. 2013                          | Arvin Brown         | George Schenck & Frank Cardea                        | 18,83 Mio.      | 3,65 Mio.      |
| 216        | 6         | Trauma, Teil 1                   | Shell Shock (Part I)  | 13. Nov. 2012        | 5. Feb. 2013                           | Leslie Libman       | Nicole Mirante-Matthews                              | 17,05 Mio.      | 3,88 Mio.      |
| 217        | 7         | Trauma, Teil 2                   | Shell Shock (Part II) | 20. Nov. 2012        | 12. Feb. 2013                          | Tom Wright          | Gina Monreal                                         | 16,47 Mio.      | 3,93 Mio.      |
| 218        | 8         | Käufer und Verkäufer             | Gone                  | 27. Nov. 2012        | 19. Feb. 2013                          | James Whitmore, Jr. | Reed Steiner & Scott Williams                        | 19,76 Mio.      | 4,14 Mio.      |
| 219        | 9         | Die Wildkatze                    | Devil’s Trifecta      | 11. Dez. 2012        | 26. Feb. 2013                          | Arvin Brown         | Steven D. Binder                                     | 17,65 Mio.      | 4,10 Mio.      |
| 220        | 10        | Neues Geld                       | You Better Watch Out  | 18. Dez. 2012        | 4. März 2013                           | Tony Wharmby        | George Schenck & Frank Cardea                        | 19,59 Mio.      | 3,85 Mio.      |
| 221        | 11        | Die Wahrheit hat viele Gesichter | Shabbat Shalom (1)    | 8. Jan. 2013         | 8. März 2013                           | Dennis Smith        | Christopher J. Waild                                 | 21,11 Mio.      | 3,86 Mio.      |
| 222        | 12        | Tage der Trauer                  | Shiva (2)             | 15. Jan. 2013        | 22. März 2013                          | Arvin Brown         | Christopher J. Waild, Gary Glasberg & Scott Williams | 22,86 Mio.      | 3,24 Mio.      |
| 223        | 13        | Neben der Spur                   | Hit and Run           | 29. Jan. 2013        | 5. Apr. 2013                           | Dennis Smith        | Gary Glasberg & Gina Lucita Monreal                  | 22,07 Mio.      | 3,65 Mio.      |
| 224        | 14        | Schnee in Kuba                   | Canary                | 5. Feb. 2013         | 12. Apr. 2013                          | Terrence O’Hara     | Christopher J. Waild                                 | 21,79 Mio.      | 3,62 Mio.      |
| 225        | 15        | Zurück zu den Wurzeln            | Hereafter             | 19. Feb. 2013        | 16. Aug. 2013                          | Tony Wharmby        | Nicole Mirante-Matthews                              | 21,08 Mio.      | 3,54 Mio.      |
| 226        | 16        | Allein im Wald                   | Detour                | 26. Feb. 2013        | 23. Aug. 2013                          | Mario Van Peebles   | Steven D. Binder                                     | 20,69 Mio.      | —              |
| 227        | 17        | Tote Rosen                       | Prime Suspect         | 5. März 2013         | 30. Aug. 2013                          | James Whitmore, Jr. | George Schenck & Frank Cardea                        | 20,81 Mio.      | 4,12 Mio.      |
| 228        | 18        | Marine Dex                       | Seek                  | 19. März 2013        | 6. Sep. 2013                           | Michael Weatherly   | Scott Williams                                       | 19,79 Mio.      | 3,67 Mio.      |
| 229        | 19        | Die weiße Bö                     | Squall                | 26. März 2013        | 13. Sep. 2013                          | Tom Wright          | Bill Nuss                                            | 18,62 Mio.      | 3,64 Mio.      |
| 230        | 20        | Auf der Jagd                     | Chasing Ghosts        | 9. Apr. 2013         | 20. Sep. 2013                          | Arvin Brown         | Nicole Mirante-Matthews                              | 17,22 Mio.      | 3,84 Mio.      |
| 231        | 21        | Berlin                           | Berlin                | 23. Apr. 2013        | 27. Sep. 2013                          | Terrence O’Hara     | Scott Williams & Gina Lucita Monreal                 | 17,33 Mio.      | 2,17 Mio.      |
| 232        | 22        | Rache DVD->Revenge               | Revenge               | 30. Apr. 2013        | 4. Okt. 2013                           | James Whitmore, Jr. | George Schenk & Frank Cardea                         | 18,29 Mio.      | 3,53 Mio.      |
| 233        | 23        | Helfende Augen                   | Double Blind          | 7. Mai 2013          | 11. Okt. 2013                          | Dennis Smith        | Christopher J. Waild & Steven D. Binder              | 17,56 Mio.      | 3,75 Mio.      |
| 234        | 24        | Egal, was man tut…               | Damned If You Do      | 14. Mai 2013         | 18. Okt. 2013                          | Tony Wharmby        | Gary Glasberg                                        | 18,79 Mio.      | —              |

## Staffel 11
Die Erstausstrahlung der elften Staffel war vom 24. September 2013 bis zum 13. Mai 2014 auf dem US-amerikanischen Sender CBS zu sehen. Die deutschsprachige Erstausstrahlung der ersten Episode sendete der deutsche Free-TV-Sender Sat.1 am 5. Januar 2014. Die restlichen Episoden wurden vom 7. Januar bis zum 14. Oktober 2014 auf dem Schweizer Sender 3+ erstausgestrahlt.
| Nr. (ges.) | Nr. (St.) | Deutscher Titel       | Originaltitel            | Erstausstrahlung USA | Deutschsprachige Erstausstrahlung (D/CH) | Regie               | Drehbuch                                            | Zuschauer (USA) | Zuschauer (DE) |
| ---------- | --------- | --------------------- | ------------------------ | -------------------- | ---------------------------------------- | ------------------- | --------------------------------------------------- | --------------- | -------------- |
| 235        | 1         | Freund und Feind      | Whiskey Tango Foxtrot    | 24. Sep. 2013        | 5. Jan. 2014                             | Tony Wharmby        | Gary Glasberg                                       | 20,02 Mio.      | 3,02 Mio.      |
| 236        | 2         | Zivas Liste           | Past, Present and Future | 1. Okt. 2013         | 7. Jan. 2014                             | James Whitmore, Jr. | Gary Glasberg, Scott Williams & Gina Lucita Monreal | 19,98 Mio.      | 4,17 Mio.      |
| 237        | 3         | Unter dem Radar       | Under the Radar          | 8. Okt. 2013         | 14. Jan. 2014                            | Dennis Smith        | George Schenck & Frank Cardea                       | 18,33 Mio.      | 4,08 Mio.      |
| 238        | 4         | Ehrenmorde            | Anonymous Was a Woman    | 15. Okt. 2013        | 21. Jan. 2014                            | Terrence O’Hara     | Steven D. Binder                                    | 18,83 Mio.      | 3,97 Mio.      |
| 239        | 5         | 15 Jahre Rache        | Once a Crook             | 22. Okt. 2013        | 28. Jan. 2014                            | Arvin Brown         | Christopher Silber                                  | 18,99 Mio.      | 3,80 Mio.      |
| 240        | 6         | Öl und Wasser         | Oil & Water              | 29. Okt. 2013        | 4. Feb. 2014                             | Arvin Brown         | Christopher Silber                                  | 19,30 Mio.      | 3,91 Mio.      |
| 241        | 7         | Alte Flieger          | Better Angels            | 5. Nov. 2013         | 11. Feb. 2014                            | Tony Wharmby        | Gina Lucita Monreal                                 | 19,18 Mio.      | 3,91 Mio.      |
| 242        | 8         | Wasserdicht           | Alibi                    | 12. Nov. 2013        | 18. Feb. 2014                            | Holly Dale          | George Schenck & Frank Cardea                       | 19,37 Mio.      | 3,90 Mio.      |
| 243        | 9         | Teamplayer            | Gut Check                | 19. Nov. 2013        | 25. Feb. 2014                            | Dennis Smith        | Christopher J. Waild                                | 19,66 Mio.      | 3,45 Mio.      |
| 244        | 10        | Die teuflischen Drei  | Devil’s Triad            | 10. Dez. 2013        | 4. März 2014                             | Arvin Brown         | Steven D. Binder                                    | 19,30 Mio.      | 3,77 Mio.      |
| 245        | 11        | Patient Null          | Homesick                 | 17. Dez. 2013        | 11. März 2014                            | Terrence O’Hara     | Scott Williams                                      | 19,65 Mio.      | 3,93 Mio.      |
| 246        | 12        | Tod aus der Luft      | Kill Chain (1)           | 7. Jan. 2014         | 18. März 2014                            | James Whitmore, Jr. | Christopher Silber                                  | 20,84 Mio.      | 3,89 Mio.      |
| 247        | 13        | Güterzug nach Miami   | Double Back (2)          | 14. Jan. 2014        | 25. März 2014                            | Tony Wharmby        | Gina Lucita Monreal                                 | 19,72 Mio.      | 4,11 Mio.      |
| 248        | 14        | Parsas Spiel          | Monsters and Men (3)     | 4. Feb. 2014         | 12. Aug. 2014                            | Dennis Smith        | Jennifer Corbett                                    | 19,53 Mio.      | 3,2 Mio.       |
| 249        | 15        | Kugelsicher           | Bulletproof              | 25. Feb. 2014        | 19. Aug. 2014                            | Leslie Libman       | Christopher J. Waild                                | 17,03 Mio.      | —              |
| 250        | 16        | Schüsse am Sonntag    | Dressed to Kill          | 4. März 2014         | 26. Aug. 2014                            | Thomas J. Wright    | George Schenck & Frank Cardea                       | 17,85 Mio.      | 3,08 Mio.      |
| 251        | 17        | Lampenfieber          | Rock and a Hard Place    | 18. März 2014        | 2. Sep. 2014                             | Arvin Brown         | Steven D. Binder                                    | 17,11 Mio.      | —              |
| 252        | 18        | New Orleans, Teil 1   | Crescent City (Part I)   | 25. März 2014        | 9. Sep. 2014                             | James Whitmore, Jr. | Gary Glasberg                                       | 17,52 Mio.      | 3,25 Mio.      |
| 253        | 19        | New Orleans, Teil 2   | Crescent City (Part II)  | 1. Apr. 2014         | 9. Sep. 2014                             | Tony Wharmby        | Gary Glasberg                                       | 17,16 Mio.      | 3,25 Mio.      |
| 254        | 20        | Trauzeugen gesucht!   | Page Not Found           | 8. Apr. 2014         | 16. Sep. 2014                            | Terrence O’Hara     | Christopher J. Waild                                | 17,39 Mio.      | 3,27 Mio.      |
| 255        | 21        | Aussage gegen Aussage | Alleged                  | 15. Apr. 2014        | 23. Sep. 2014                            | Arvin Brown         | Scott Williams                                      | 17,12 Mio.      | 3,02 Mio.      |
| 256        | 22        | Blue                  | Shooter                  | 29. Apr. 2014        | 30. Sep. 2014                            | Dennis Smith        | George Schenck & Frank Cardea                       | 17,25 Mio.      | —              |
| 257        | 23        | Flucht aus Marseille  | The Admiral’s Daughter   | 6. Mai 2014          | 7. Okt. 2014                             | James Whitmore, Jr. | Steven D. Binder & Christopher Silber               | 15,88 Mio.      | —              |
| 258        | 24        | Jackson               | Honor Thy Father         | 13. Mai 2014         | 14. Okt. 2014                            | Tony Wharmby        | Gary Glasberg & Gina Lucita Monreal                 | 16,95 Mio.      | —              |

## Staffel 12
Die Erstausstrahlung der zwölften Staffel war vom 23. September 2014 bis zum 12. Mai 2015 auf dem US-amerikanischen Sender CBS zu sehen. Die deutschsprachige Erstausstrahlung sendete der Schweizer Free-TV-Sender 3+ vom 2. Januar bis zum 30. Oktober 2015.
| Nr. (ges.) | Nr. (St.) | Deutscher Titel            | Originaltitel               | Erstausstrahlung USA | Deutschsprachige Erstausstrahlung (CH) | Regie               | Drehbuch                              | Zuschauer (USA) | Zuschauer (DE) |
| ---------- | --------- | -------------------------- | --------------------------- | -------------------- | -------------------------------------- | ------------------- | ------------------------------------- | --------------- | -------------- |
| 259        | 1         | Die Nadel im Heuhaufen     | Twenty Klicks               | 23. Sep. 2014        | 2. Jan. 2015                           | Tony Wharmby        | Gary Glasberg & Scott Williams        | 18,23 Mio.      | 2,98 Mio.      |
| 260        | 2         | Anruf aus dem Weißen Haus  | Kill the Messenger          | 30. Sep. 2014        | 9. Jan. 2015                           | Dennis Smith        | George Schenck & Frank Cardea         | 18,84 Mio.      | 3,39 Mio.      |
| 261        | 3         | Die falsche Wahl           | So It Goes                  | 7. Okt. 2014         | 16. Jan. 2015                          | Leslie Libman       | Steven D. Binder                      | 17,30 Mio.      | 2,85 Mio.      |
| 262        | 4         | Die Schlinge um den Hals   | Choke Hold                  | 14. Okt. 2014        | 23. Jan. 2015                          | Terrence O’Hara     | Christopher J. Waild                  | 17,26 Mio.      | 2,88 Mio.      |
| 263        | 5         | San Dominick               | The San Dominick            | 21. Okt. 2014        | 30. Jan. 2015                          | Arvin Brown         | Christopher Silber                    | 17,13 Mio.      | 2,94 Mio.      |
| 264        | 6         | Meister der Irreführung    | Parental Guidance Suggested | 28. Okt. 2014        | 6. Feb. 2015                           | Thomas J. Wright    | Jennifer Corbett                      | 17,53 Mio.      | 3,38 Mio.      |
| 265        | 7         | Hundemarken                | The Searchers               | 11. Nov. 2014        | 13. Feb. 2015                          | Tony Wharmby        | Gina Lucita Monreal                   | 17,49 Mio.      | 3,11 Mio.      |
| 266        | 8         | Die Heldin                 | Semper Fortis               | 18. Nov. 2014        | 20. Feb. 2015                          | Dennis Smith        | Matthew R. Jarrett & Scott J. Jarrett | 18,10 Mio.      | 3,61 Mio.      |
| 267        | 9         | Eingeschneit               | Grounded                    | 25. Nov. 2014        | 27. Feb. 2015                          | Bethany Rooney      | Scott Williams                        | 16,01 Mio.      | 3,60 Mio.      |
| 268        | 10        | Krampus                    | House Rules                 | 16. Dez. 2014        | 6. März 2015                           | Terrence O’Hara     | Christopher J. Waild                  | 17,53 Mio.      | 3,37 Mio.      |
| 269        | 11        | Schach                     | Check                       | 6. Jan. 2015         | 13. März 2015                          | Alrick Riley        | Steven D. Binder                      | 19,76 Mio.      | 3,89 Mio.      |
| 270        | 12        | Die Heimkehrer             | The Enemy Within            | 13. Jan. 2015        | 20. März 2015                          | James Whitmore, Jr. | George Schenck & Frank Cardea         | 19,87 Mio.      | 3,57 Mio.      |
| 271        | 13        | Die Ehre eines Helden      | We Build, We Fight          | 3. Feb. 2015         | 27. März 2015                          | Rocky Carroll       | Jennifer Corbett                      | 18,64 Mio.      | 3,46 Mio.      |
| 272        | 14        | Der Mentor                 | Cadence                     | 10. Feb. 2015        | 10. Aug. 2015                          | Tony Wharmby        | Christopher Silber                    | 18,76 Mio.      | 2,50 Mio.      |
| 273        | 15        | Der russische Freund       | Cabin Fever                 | 17. Feb. 2015        | 17. Aug. 2015                          | Bethany Rooney      | Scott Williams                        | 18,06 Mio.      | 2,66 Mio.      |
| 274        | 16        | Leland Robert Spears       | Blast From the Past         | 24. Feb. 2015        | 4. Sep. 2015                           | Dennis Smith        | David J. North                        | 17,38 Mio.      | 2,98 Mio.      |
| 275        | 17        | Falscher Ort, falsche Zeit | The Artful Dodger           | 10. März 2015        | 11. Sep. 2015                          | Terrence O’Hara     | Gina Lucita Monreal                   | 16,22 Mio.      | 3,03 Mio.      |
| 276        | 18        | Die Spinne im Netz         | Status Update               | 24. März 2015        | 18. Sep. 2015                          | Holly Dale          | Christopher J. Waild                  | 16,23 Mio.      | 3,92 Mio.      |
| 277        | 19        | Lex Talionis               | Patience                    | 31. März 2015        | 25. Sep. 2015                          | Thomas J. Wright    | Steven D. Binder                      | 16,60 Mio.      | 3,00 Mio.      |
| 278        | 20        | Der tote Samariter         | No Good Deed                | 7. Apr. 2015         | 25. Sep. 2015                          | Arvin Brown         | George Schenck & Frank Cardea         | 16,85 Mio.      | 3,06 Mio.      |
| 279        | 21        | Ungleiche Brüder           | Lost In Translation         | 14. Apr. 2015        | 2. Okt. 2015                           | Tony Wharmby        | Jennifer Corbett                      | 15,84 Mio.      | 3,01 Mio.      |
| 280        | 22        | Die Rattenfänger           | Troll                       | 28. Apr. 2015        | 16. Okt. 2015                          | Dennis Smith        | Scott Williams                        | 14,85 Mio.      | 3,11 Mio.      |
| 281        | 23        | Verlorene Jungs            | The Lost Boys               | 5. Mai 2015          | 23. Okt. 2015                          | James Whitmore, Jr. | Gina Lucita Monreal                   | 14,50 Mio.      | 2,73 Mio.      |
| 282        | 24        | Kinder des Krieges         | Neverland                   | 12. Mai 2015         | 30. Okt. 2015                          | Tony Wharmby        | Gary Glasberg                         | 14,94 Mio.      | 2,46 Mio.      |

## Staffel 13
Die Erstausstrahlung der 13. Staffel war vom 22. September 2015 bis zum 17. Mai 2016 auf dem US-amerikanischen Sender CBS zu sehen. Die deutschsprachige Erstausstrahlung sendete der Schweizer Free-TV-Sender 3+ vom 1. Januar bis zum 15. November 2016.
| Nr. (ges.) | Nr. (St.) | Deutscher Titel            | Originaltitel        | Erstausstrahlung USA | Deutschsprachige Erstausstrahlung (CH) | Regie               | Drehbuch                               | Zuschauer (USA) | Zuschauer (DE) |
| ---------- | --------- | -------------------------- | -------------------- | -------------------- | -------------------------------------- | ------------------- | -------------------------------------- | --------------- | -------------- |
| 283        | 1         | Mein Spiel, meine Regeln   | Stop the Bleeding    | 22. Sep. 2015        | 1. Jan. 2016                           | Tony Wharmby        | Gary Glasberg & Scott Williams         | 18,191 Mio.     | 3,26 Mio.      |
| 284        | 2         | Ein freier Tag             | Personal Day         | 29. Sep. 2015        | 8. Jan. 2016                           | Terrence O’Hara     | Gina Lucita Monreal                    | 16,526 Mio.     | —              |
| 285        | 3         | Inkognito                  | Incognito            | 6. Okt. 2015         | 15. Jan. 2016                          | James Whitmore, Jr. | George Schenck & Frank Cardea          | 16,865 Mio.     | 3,83 Mio.      |
| 286        | 4         | Gezinkte Karten            | Double Trouble       | 13. Okt. 2015        | 22. Jan. 2016                          | Dennis Smith        | Christopher J. Waild                   | 16,041 Mio.     | 3,43 Mio.      |
| 287        | 5         | Kein Tag für einen Ausflug | Lockdown             | 20. Okt. 2015        | 29. Jan. 2016                          | Bethany Rooney      | Steven D. Binder                       | 17,215 Mio.     | 3,07 Mio.      |
| 288        | 6         | Schuld                     | Viral                | 27. Okt. 2015        | 5. Feb. 2016                           | Rocky Carroll       | Jennifer Corbett                       | 16,815 Mio.     | 3,32 Mio.      |
| 289        | 7         | Das Sherlock-Konsortium    | 16 Years             | 3. Nov. 2015         | 12. Feb. 2016                          | Mark Horowitz       | Brendan Fehily                         | 17,975 Mio.     | 3,15 Mio.      |
| 290        | 8         | Verbrannte Erde            | Saviors              | 10. Nov. 2015        | 19. Feb. 2016                          | Tony Wharmby        | Scott Williams                         | 16,678 Mio.     | 3,29 Mio.      |
| 291        | 9         | Unschuldig                 | Day In Court         | 17. Nov. 2015        | 26. Feb. 2016                          | Dennis Smith        | George Schenck & Frank Cardea          | 16,587 Mio.     | 3,19 Mio.      |
| 292        | 10        | Blutsbrüder                | Blood Brothers       | 24. Nov. 2015        | 4. März 2016                           | Arvin Brown         | Jennifer Corbett                       | 16,193 Mio.     | —              |
| 293        | 11        | Donnie und Nicholas        | Spinning Wheel       | 15. Dez. 2015        | 11. März 2016                          | Terrence O’Hara     | Steven D. Binder                       | 15,531 Mio.     | 3,33 Mio.      |
| 294        | 12        | Zwei Städte                | Sister City (Part I) | 5. Jan. 2016         | 22. Aug. 2016                          | Leslie Libman       | Christopher J. Waild                   | 18,974 Mio.     | 2,6 Mio.       |
| 295        | 13        | Mädchenhandel              | Déjà Vu              | 19. Jan. 2016        | 29. Aug. 2016                          | Rocky Carroll       | Matthew R. Jarrett & Scott J. Jarrett  | 17,505 Mio.     | 2,01 Mio.      |
| 296        | 14        | Unter Druck                | Decompressed         | 9. Feb. 2016         | 5. Sep. 2016                           | Thomas J. Wright    | Brendan Fehily                         | 16,939 Mio.     | 2,85 Mio.      |
| 297        | 15        | Aktion und Reaktion        | React                | 16. Feb. 2016        | 12. Sep. 2016                          | Bethany Rooney      | Jennifer Corbett                       | 17,335 Mio.     | 2,72 Mio.      |
| 298        | 16        | Ein letzter Besuch         | Loose Cannons        | 23. Feb. 2016        | 19. Sep. 2016                          | Alrick Riley        | Scott Williams                         | 17,470 Mio.     | 2,67 Mio.      |
| 299        | 17        | Nacht ohne Schlaf          | After Hours          | 1. März 2016         | 26. Sep. 2016                          | Terrence O’Hara     | Cindi Hemingway                        | 15,444 Mio.     | 2,48 Mio.      |
| 300        | 18        | Geduld und Beharrlichkeit  | Scope                | 15. März 2016        | 3. Okt. 2016                           | Tony Wharmby        | Gary Glasberg & Gina Lucita Monreal    | 15,098 Mio.     | 2,82 Mio.      |
| 301        | 19        | Begründete Zweifel         | Reasonable Doubts    | 22. März 2016        | 11. Okt. 2016                          | Thomas J. Wright    | George Schenck & Frank Cardea          | 15,898 Mio.     | 2,58 Mio.      |
| 302        | 20        | Tony und die Doppelgänger  | Charade              | 5. Apr. 2016         | 18. Okt. 2016                          | Edward Ornelas      | Brendan Fehily                         | 15,669 Mio.     | 2,73 Mio.      |
| 303        | 21        | Der Spion, der mich liebte | Return to Sender     | 19. Apr. 2016        | 25. Okt. 2016                          | Leslie Libman       | Christopher J. Waild                   | 14,798 Mio.     | 2,30 Mio.      |
| 304        | 22        | Henry                      | Homefront            | 3. Mai 2016          | 1. Nov. 2016                           | Dennis Smith        | Gina Lucita Monreal & Jennifer Corbett | 14,855 Mio.     | —              |
| 305        | 23        | Tödlicher Wettlauf         | Dead Letter          | 10. Mai 2016         | 8. Nov. 2016                           | James Whitmore, Jr. | Steven D. Binder                       | 16,038 Mio.     | 2,52 Mio.      |
| 306        | 24        | Die Familie geht vor       | Family First         | 17. Mai 2016         | 15. Nov. 2016                          | Tony Wharmby        | Gary Glasberg & Scott Williams         | 18,012 Mio.     | 2,59 Mio.      |

## Staffel 14
Die Erstausstrahlung der vierzehnten Staffel ist seit dem 20. September 2016 auf dem US-amerikanischen Sender CBS zu sehen. Eine deutschsprachige Ausstrahlung sendete der Schweizer Free-TV-Sender 3+ vom 2. Dezember 2016 bis 17. November 2017.
| Nr. (ges.) | Nr. (St.) | Deutscher Titel                 | Originaltitel           | Erstausstrahlung USA | Deutschsprachige Erstausstrahlung (CH) | Regie               | Drehbuch                                         | Zuschauer (USA) | Zuschauer (DE) |
| ---------- | --------- | ------------------------------- | ----------------------- | -------------------- | -------------------------------------- | ------------------- | ------------------------------------------------ | --------------- | -------------- |
| 307        | 1         | Neu im Team                     | Rogue                   | 20. Sep. 2016        | 2. Dez. 2016                           | Tony Wharmby        | Gary Glasberg & Jennifer Corbett                 | 15,99 Mio.      | 2,57 Mio.      |
| 308        | 2         | Bad Boy                         | Being Bad               | 27. Sep. 2016        | 9. Dez. 2016                           | James Whitmore, Jr. | Steven D. Binder                                 | 15,52 Mio.      | 2,51 Mio.      |
| 309        | 3         | Sturz vom Dach                  | Privileged Information  | 4. Okt. 2016         | 16. Dez. 2016                          | Edward Ornelas      | George Schenck & Frank Cardea                    | 14,44 Mio.      | 2,55 Mio.      |
| 310        | 4         | Love Boat                       | Love Boat               | 11. Okt. 2016        | 30. Dez. 2016                          | Terrence O’Hara     | Christopher J. Waild                             | 14,77 Mio.      | 2,23 Mio.      |
| 311        | 5         | Philly                          | Philly                  | 18. Okt. 2016        | 6. Jan. 2017                           | Allan Arkush        | Scott A. Williams                                | 14,76 Mio.      | 2,53 Mio.      |
| 312        | 6         | Der Whistleblower               | Shell Game              | 25. Okt. 2016        | 13. Jan. 2017                          | Thomas J. Wright    | Brendan Fehily                                   | 14,08 Mio.      | 2,81 Mio.      |
| 313        | 7         | Made in Italy                   | Home of the Brave       | 15. Nov. 2016        | 20. Jan. 2017                          | Alrick Riley        | Gina Lucita Monreal                              | 14,73 Mio.      | 2,46 Mio.      |
| 314        | 8         | Verlorene Jahre                 | Enemy Combatant         | 22. Nov. 2016        | 4. Aug. 2017                           | Tony Wharmby        | Jennifer Corbett                                 | 14,86 Mio.      | —              |
| 315        | 9         | Ratten                          | Pay to Play             | 6. Dez. 2016         | 30. Jan. 2017                          | Arvin Brown         | Cindi Hemingway                                  | 14,64 Mio.      | —              |
| 316        | 10        | Spätes Glück                    | The Tie That Binds      | 13. Dez. 2016        | 11. Aug. 2017                          | Arvin Brown         | Steven D. Binder                                 | 14,74 Mio.      | —              |
| 317        | 11        | Operation Willoughby            | Willoughby              | 3. Jan. 2017         | 18. Aug. 2017                          | Tony Wharmby        | Gina Lucita Monreal                              | 15,79 Mio.      | —              |
| 318        | 12        | Spears ist wieder da            | Off the Grid            | 17. Jan. 2017        | 25. Aug. 2017                          | Rocky Carroll       | George Schenck & Frank Cardea                    | 15,49 Mio.      | —              |
| 319        | 13        | Durch die Hölle                 | Keep Going              | 24. Jan. 2017        | 1. Sep. 2017                           | Terrence O’Hara     | Scott Williams                                   | 16,21 Mio.      | —              |
| 320        | 14        | Der perfekte Plan               | Nonstop                 | 7. Feb. 2017         | 8. Sep. 2017                           | Mark Horowitz       | Brendan Fehily                                   | 15,57 Mio.      | —              |
| 321        | 15        | Die Spur führt nach New Orleans | Pandora’s Box (Part 1)  | 14. Feb. 2017        | 15. Sep. 2017                          | Arvin Brown         | Cindi Hemingway                                  | 15,29 Mio.      | —              |
| 322        | 16        | Unmögliche Entscheidung         | A Many Splendored Thing | 21. Feb. 2017        | 22. Sep. 2017                          | Michael Zinberg     | Steven D. Binder & David J. North                | 14,87 Mio.      | —              |
| 323        | 17        | Tanz mit dem Teufel             | What Lies Above         | 7. März 2017         | 29. Sep. 2017                          | Leslie Libman       | Scott Williams                                   | 14,17 Mio.      | —              |
| 324        | 18        | Tag für Tag                     | M.I.A                   | 14. März 2017        | 6. Okt. 2017                           | Thomas J. Wright    | Jennifer Corbett                                 | 14,16 Mio.      | —              |
| 325        | 19        | Der Querkopf                    | The Wall                | 28. März 2017        | 13. Okt. 2017                          | Bethany Rooney      | Gina Lucita Monreal                              | 14,35 Mio.      | —              |
| 326        | 20        | Eine Schüssel voller Kirschen   | A Bowl of Cherries      | 4. Apr. 2017         | 2. Okt. 2017                           | Edward Ornelas      | Brendan Fehily                                   | 13,83 Mio.      | —              |
| 327        | 21        | Kein übler Deal                 | One Book, Two Covers    | 18. Apr. 2017        | 27. Okt. 2017                          | Terrence O’Hara     | David J. North                                   | 13,32 Mio.      | —              |
| 328        | 22        | Der Pferdeflüsterer             | Beastmaster             | 2. Mai 2017          | 3. Nov. 2017                           | Bethany Rooney      | Christopher J. Waild                             | 12,88 Mio.      | —              |
| 329        | 23        | Woche zehn                      | Something Blue          | 9. Mai 2017          | 10. Nov. 2017                          | James Whitmore, Jr. | Jennifer Corbett & Scott Williams                | 13,39 Mio.      | —              |
| 330        | 24        | Paraguay                        | Rendezvous              | 16. Mai 2017         | 17. Nov. 2017                          | Tony Wharmby        | George Schenck & Frank Cardea & Steven D. Binder | 13,33 Mio.      | —              |

## Staffel 15
Ende Februar 2016 verlängerte CBS die Serie um eine fünfzehnte Staffel. Die Ausstrahlung erfolgte vom 26. September 2017 bis zum 22. Mai 2018. Die deutschsprachige Erstausstrahlung sendete der Schweizer Free-TV-Sender 3+ vom 8. Dezember 2017 bis zum 7. September 2018.
| Nr. (ges.) | Nr. (St.) | Deutscher Titel           | Originaltitel            | Erstausstrahlung USA | Deutschsprachige Erstausstrahlung (CH) | Regie               | Drehbuch                                                         | Zuschauer (USA) |
| ---------- | --------- | ------------------------- | ------------------------ | -------------------- | -------------------------------------- | ------------------- | ---------------------------------------------------------------- | --------------- |
| 331        | 1         | Das schwimmende Gefängnis | House Divided            | 26. Sep. 2017        | 8. Dez. 2017                           | Tony Wharmby        | Steven D. Binder                                                 | 13,29 Mio.      |
| 332        | 2         | Ein Sarg für zwei         | Twofer                   | 3. Okt. 2017         | 15. Dez. 2017                          | James Whitmore, Jr. | Scott Williams                                                   | 13,50 Mio.      |
| 333        | 3         | Untergetaucht             | Exit Strategy            | 10. Okt. 2017        | 29. Dez. 2017                          | Terrence O’Hara     | Christopher J. Waild                                             | 13,30 Mio.      |
| 334        | 4         | Schwere See               | Skeleton Crew            | 17. Okt. 2017        | 5. Jan. 2018                           | Rocky Carroll       | Jennifer Corbett                                                 | 12,85 Mio.      |
| 335        | 5         | Wolf im Schafspelz        | Fake It 'Til You Make It | 24. Okt. 2017        | 12. Jan. 2018                          | Thomas J. Wright    | David J. North                                                   | 13,30 Mio.      |
| 336        | 6         | Funker Jaybird            | Trapped                  | 31. Okt. 2017        | 19. Jan. 2018                          | Bethany Rooney      | Brendan Fehliy                                                   | 12,11 Mio.      |
| 337        | 7         | Zeugin X                  | Burden of Proof          | 7. Nov. 2017         | 26. Jan. 2018                          | Dennis Smith        | Gina Lucita Monreal                                              | 13,47 Mio.      |
| 338        | 8         | Stimmen im Kopf           | Voices                   | 14. Nov. 2017        | 9. Feb. 2018                           | Tony Wharmby        | Steven D. Binder                                                 | 13,08 Mio.      |
| 339        | 9         | Johnny und Morgan         | Ready or Not             | 21. Nov. 2017        | 13. Apr. 2018                          | Terrence O’Hara     | Scott Williams                                                   | 12,54 Mio.      |
| 340        | 10        | Allein in der Wüste       | Double Down              | 12. Dez. 2017        | 20. Apr. 2018                          | Alrick Riley        | Christopher J. Waild                                             | 12,58 Mio.      |
| 341        | 11        | Zwei vom selben Holz      | High Tide                | 2. Jan. 2018         | 27. Apr. 2018                          | Tony Wharmby        | David J. North & Steven D. Binder                                | 14,10 Mio.      |
| 342        | 12        | Dunkle Geheimnisse        | Dark Secrets             | 9. Jan. 2018         | 4. Mai 2018                            | Bethany Rooney      | George Schenck & Frank Cardea                                    | 14,24 Mio.      |
| 343        | 13        | Braune Augen              | Family Ties              | 23. Jan. 2018        | 11. Mai 2018                           | Rocky Carroll       | Brendan Fehily                                                   | 13,97 Mio.      |
| 344        | 14        | Manche mögen’s sauber     | Keep Your Friends Close  | 6. Feb. 2018         | 18. Mai 2018                           | Mark Horowitz       | Gina Lucita Monreal                                              | 13,90 Mio.      |
| 345        | 15        | Home Sweet Home           | Keep Your Enemies Closer | 27. Feb. 2018        | 25. Mai 2018                           | Thomas J. Wright    | Jennifer Corbett                                                 | 12,45 Mio.      |
| 346        | 16        | Ein guter Mensch          | Handle With Care         | 6. März 2018         | 13. Juli 2018                          | Alrick Riley        | Matthew R. Jarrett & Scott J. Jarrett                            | 12,92 Mio.      |
| 347        | 17        | Das Museum der Morde      | One Man’s Trash          | 13. März 2018        | 20. Juli 2018                          | Michael Zinberg     | Scott Williams                                                   | 13,26 Mio.      |
| 348        | 18        | Die Leiche auf dem Dach   | Death From Above         | 27. März 2018        | 27. Juli 2018                          | Rocky Carroll       | Christopher J. Waild                                             | 11,94 Mio.      |
| 349        | 19        | Eiskalte Waffen           | The Numerical Limit      | 3. Apr. 2018         | 3. Aug. 2018                           | Leslie Libman       | David J. North & Steven D. Binder                                | 12,23 Mio.      |
| 350        | 20        | Roter Phosphor            | Sight Unseen             | 17. Apr. 2018        | 10. Aug. 2018                          | Bethany Rooney      | Brendan Fehily                                                   | 11,58 Mio.      |
| 351        | 21        | Das Rätsel Mae Carter     | One Step Forward         | 1. Mai 2018          | 17. Aug. 2018                          | James Whitmore Jr.  | Gina Lucita Monreal                                              | 12,35 Mio.      |
| 352        | 22        | Die unbezwingbare Abby    | Two Steps Back           | 8. Mai 2018          | 24. Aug. 2018                          | Michael Zinberg     | Jennifer Corbett                                                 | 15,08 Mio.      |
| 353        | 23        | Der Mann im Keller        | Fallout                  | 15. Mai 2018         | 31. Aug. 2018                          | Michael Zinberg     | David J. North & Christopher J. Waild Idee: Christopher J. Waild | 12,71 Mio.      |
| 354        | 24        | Ungläubige                | Date With Destiny        | 22. Mai 2018         | 7. Sep. 2018                           | Tony Wharmby        | George Schenck & Frank Cardea & Scott Williams                   | 12,07 Mio.      |

## Staffel 16
Die Erstausstrahlung der 16. Staffel war vom 25. September 2018 bis zum 21. Mai 2019 auf dem US-amerikanischen Sender CBS zu sehen. Die deutschsprachige Erstausstrahlung war vom 9. Januar bis 6. November 2019 beim österreichischen Privatsender Puls 4. Die deutschsprachige Erstausstrahlung der 14. Folge sendete der Schweizer Free-TV-Sender 3+ am 12. April 2019.
| Nr. (ges.) | Nr. (St.) | Deutscher Titel        | Originaltitel       | Erstausstrahlung USA | Deutschsprachige Erstausstrahlung (A/CH) | Regie               | Drehbuch                                           | Zuschauer (USA) |
| ---------- | --------- | ---------------------- | ------------------- | -------------------- | ---------------------------------------- | ------------------- | -------------------------------------------------- | --------------- |
| 355        | 1         | Operation Kuckucksnest | Destiny’s Child     | 25. Sep. 2018        | 9. Jan. 2019                             | Tony Wharmby        | Steven D. Binder                                   | 12,56 Mio.      |
| 356        | 2         | Lauter nette Nachbarn  | Love Thy Neighbor   | 2. Okt. 2018         | 16. Jan. 2019                            | Terrence O’Hara     | Scott Williams                                     | 12,13 Mio.      |
| 357        | 3         | Abgelehnt              | Boom                | 9. Okt. 2018         | 23. Jan. 2019                            | Leslie Libman       | Brendan Fehily                                     | 12,36 Mio.      |
| 358        | 4         | Drei Männer im Wald    | Third Wheel         | 16. Okt. 2018        | 30. Jan. 2019                            | James Whitmore, Jr. | Christopher J. Waild                               | 11,87 Mio.      |
| 359        | 5         | Dschungelkrieg         | Fragments           | 23. Okt. 2018        | 6. Feb. 2019                             | Michael Zinberg     | Gina Lucita Monreal                                | 11,26 Mio.      |
| 360        | 6         | Der Killer im Spiegel  | Beneath the Surface | 30. Okt. 2018        | 13. Feb. 2019                            | Rocky Carroll       | Scott J. Jarrett & Matthew R. Jarrett              | 12,32 Mio.      |
| 361        | 7         | Pink Flamingo          | A Thousand Words    | 13. Nov. 2018        | 20. Feb. 2019                            | Alrick Riley        | David J. North                                     | 12,47 Mio.      |
| 362        | 8         | Das letzte Geleit      | Friendly Fire       | 20. Nov. 2018        | 27. Feb. 2019                            | Thomas J. Wright    | Jennifer Corbett                                   | 11,95 Mio.      |
| 363        | 9         | Angie                  | Tailing Angie       | 4. Dez. 2018         | 27. Feb. 2019                            | Terrence O’Hara     | George Schenck                                     | 12,04 Mio.      |
| 364        | 10        | Tanten und Onkel       | What Child is This? | 11. Dez. 2018        | 13. März 2019                            | Michael Zinberg     | Scott Williams                                     | 12,28 Mio.      |
| 365        | 11        | Mit List und Tücke     | Toil and Trouble    | 8. Jan. 2019         | 20. März 2019                            | Leslie Libman       | Christopher J. Waild                               | 12,08 Mio.      |
| 366        | 12        | Der letzte Mann        | The Last Link       | 15. Jan. 2019        | 27. März 2019                            | Rocky Carroll       | Brendan Fehily                                     | 12,21 Mio.      |
| 367        | 13        | Zivas Geheimnis        | She                 | 12. Feb. 2019        | 3. Apr. 2019                             | Mark Horowitz       | Gina Lucita Monreal                                | 13,37 Mio.      |
| 368        | 14        | Es war einmal ein Tim  | Once Upon a Tim     | 19. Feb. 2019        | 12. Apr. 2019                            | Tony Wharmby        | David J. North & Steven D. Binder                  | 12,74 Mio.      |
| 369        | 15        | Der Tote im Meer       | Crossing the Line   | 26. Feb. 2019        | 4. Sep. 2019                             | Michael Zinberg     | Jennifer Corbett                                   | 11,77 Mio.      |
| 370        | 16        | Hohe Einsätze          | Bears and Cubs      | 12. März 2019        | 11. Sep. 2019                            | Diana Valentine     | Scott Williams                                     | 12,08 Mio.      |
| 371        | 17        | Funkstille             | Silent Service      | 26. März 2019        | 18. Sep. 2019                            | Rocky Carroll       | Scott J. Jarrett & Matthew R. Jarrett              | 12,18 Mio.      |
| 372        | 18        | Das Haus brennt        | Mona Lisa           | 2. Apr. 2019         | 25. Sep. 2019                            | Alrick Riley        | David J. North & Brendan Fehily                    | 11,89 Mio.      |
| 373        | 19        | Kalte Wut              | Perennial           | 9. Apr. 2019         | 2. Okt. 2019                             | Tony Wharmby        | Gina Lucita Monreal                                | 11,82 Mio.      |
| 374        | 20        | Ex ist Ex              | Hail & Farewell     | 16. Apr. 2019        | 9. Okt. 2019                             | Michael Zinberg     | Jennifer Corbett                                   | 11,88 Mio.      |
| 375        | 21        | Der Eismörder          | Judge, Jury...      | 30. Apr. 2019        | 16. Okt. 2019                            | James Whitmore Jr.  | Christopher J. Waild                               | 11,80 Mio.      |
| 376        | 22        | Der Richter            | ...and Executioner  | 7. Mai 2019          | 23. Okt. 2019                            | Terrence O’Hara     | Christopher J. Waild & David J. North              | 11,66 Mio.      |
| 377        | 23        | Auszeit                | Lost Time           | 14. Mai 2019         | 30. Okt. 2019                            | Diana Valentine     | Frank Cardea & Scott Williams Idee: Scott Williams | 11,70 Mio.      |
| 378        | 24        | Wenn Mauern bröckeln   | Daughters           | 21. Mai 2019         | 6. Nov. 2019                             | Tony Wharmby        | Steven D. Binder                                   | 12,10 Mio.      |

## Staffel 17
Die Erstausstrahlung der siebzehnten Staffel war vom 24. September 2019 bis zum 14. April 2020 auf dem US-amerikanischen Sender CBS zu sehen. Die deutschsprachige Erstausstrahlung erfolgte vom 1. Januar bis zum 18. November 2020 beim österreichischen Privatsender Puls 4.
| Nr. (ges.) | Nr. (St.) | Deutscher Titel            | Originaltitel        | Erstausstrahlung USA | Deutschsprachige Erstausstrahlung (A/CH) | Regie               | Drehbuch                               | Zuschauer (USA) |
| ---------- | --------- | -------------------------- | -------------------- | -------------------- | ---------------------------------------- | ------------------- | -------------------------------------- | --------------- |
| 379        | 1         | Dämonen                    | Out of the Darkness  | 24. Sep. 2019        | 1. Jan. 2020                             | Terrence O’Hara     | Gina Lucita Monreal                    | 12,57 Mio.      |
| 380        | 2         | Plan C                     | Into the Light       | 1. Okt. 2019         | 8. Jan. 2020                             | Tony Wharmby        | Steven D. Binder                       | 12,51 Mio.      |
| 381        | 3         | Tod durch Gartenzwerg      | Going Mobile         | 8. Okt. 2019         | 15. Jan. 2020                            | Thomas J. Wright    | Scott Williams                         | 11,19 Mio.      |
| 382        | 4         | Hand und Fuß               | Someone Else’s Shoes | 15. Okt. 2019        | 22. Jan. 2020                            | Michael Zinberg     | Christopher J. Waild                   | 10,87 Mio.      |
| 383        | 5         | Schlaflos                  | Wide Awake           | 22. Okt. 2019        | 29. Jan. 2020                            | Diana Valentine     | Brendan Fehily                         | 11,34 Mio.      |
| 384        | 6         | Beste Freunde              | Institutionalized    | 5. Nov. 2019         | 5. Feb. 2020                             | Tony Wharmby        | David J. North                         | 10,88 Mio.      |
| 385        | 7         | Monarch Motel              | No Vacancy           | 12. Nov. 2019        | 12. Feb. 2020                            | Rocky Carroll       | Marco Schnabel                         | 11,65 Mio.      |
| 386        | 8         | Falsche Töne               | Musical Chairs       | 19. Nov. 2019        | 19. Feb. 2020                            | Michael Zinberg     | Kate Torgovnick May                    | 11,12 Mio.      |
| 387        | 9         | Phins allerbester Tag      | IRL                  | 26. Nov. 2019        | 28. Feb. 2020                            | Terrence O’Hara     | Christopher J. Waild                   | 11,06 Mio.      |
| 388        | 10        | 14 Jahre und eine Kugel    | The North Pole       | 17. Dez. 2019        | 4. März 2020                             | James Whitmore, Jr. | Gina Lucita Monreal                    | 11,10 Mio.      |
| 389        | 11        | Regel Neun                 | In the Wind          | 7. Jan. 2020         | 11. März 2020                            | Rocky Carroll       | Scott Williams                         | 10,39 Mio.      |
| 390        | 12        | Die Pilotin                | Flight Plan          | 14. Jan. 2020        | 18. März 2020                            | Tawnia McKiernan    | Brendan Fehily                         | 10,12 Mio.      |
| 391        | 13        | Die Stille nach dem Schuss | Sound Off            | 21. Jan. 2020        | 16. Sep. 2020                            | William Webb        | Lisa Di Trolio                         | 11,36 Mio.      |
| 392        | 14        | Das Traumpaar              | On Fire              | 28. Jan. 2020        | 23. Sep. 2020                            | Mark Horowitz       | David J. North & Steven D. Binder      | 12,12 Mio.      |
| 393        | 15        | Direkt ins Herz            | Lonely Hearts        | 11. Feb. 2020        | 30. Sep. 2020                            | Michael Zinberg     | Marco Schnabel                         | 11,75 Mio.      |
| 394        | 16        | Nur ein Silberdollar       | Ephemera             | 18. Feb. 2020        | 14. Okt. 2020                            | Diana Valentine     | Christopher J. Waild                   | 11,91 Mio.      |
| 395        | 17        | In einer Nussschale        | In a Nutshell        | 10. März 2020        | 21. Okt. 2020                            | Michael Zinberg     | Katie White                            | 10,75 Mio.      |
| 396        | 18        | Castor und Pollux          | Schooled             | 24. März 2020        | 28. Okt. 2020                            | Alrick Riley        | Kate Torgovnick May & Steven D. Binder | 13,22 Mio.      |
| 397        | 19        | Das Glück der Iren         | Blarney              | 31. März 2020        | 11. Nov. 2020                            | Rocky Carroll       | Scott Williams                         | 13,65 Mio.      |
| 398        | 20        | Die Arizona                | The Arizona          | 14. Apr. 2020        | 18. Nov. 2020                            | James Whitmore Jr.  | Gina Lucita Monreal                    | 13,49 Mio.      |

## Staffel 18
Die Erstausstrahlung der achtzehnten Staffel war vom 17. November 2020 bis zum 25. Mai 2021 auf dem US-amerikanischen Sender CBS zu sehen. Die deutschsprachige Erstausstrahlung erfolgte vom 17. März bis zum 29. September 2021 beim österreichischen Privatsender Puls 4.
| Nr. (ges.) | Nr. (St.) | Deutscher Titel                           | Originaltitel               | Erstausstrahlung USA | Deutschsprachige Erstausstrahlung (A/CH) | Regie               | Drehbuch                                              | Zuschauer (USA) |
| ---------- | --------- | ----------------------------------------- | --------------------------- | -------------------- | ---------------------------------------- | ------------------- | ----------------------------------------------------- | --------------- |
| 399        | 1         | Die rechte Hand                           | Sturgeon Season             | 17. Nov. 2020        | 17. März 2021                            | Michael Zinberg     | Scott Williams                                        | 10,35 Mio.      |
| 400        | 2         | Der Beginn einer wunderbaren Freundschaft | Everything Starts Somewhere | 24. Nov. 2020        | 24. März 2021                            | Terrence O’Hara     | Steven D. Binder                                      | 10,15 Mio.      |
| 401        | 3         | Der Schatz am Ende der Welt               | Blood and Treasure          | 8. Dez. 2020         | 31. März 2021                            | Diana Valentine     | Christopher J. Waild                                  | 8,53 Mio.       |
| 402        | 4         | Was ist das nur mit den Bahamas?          | Sunburn                     | 19. Jan. 2021        | 7. Apr. 2021                             | Rocky Carroll       | Marco Schnabel                                        | 9,63 Mio.       |
| 403        | 5         | Der Kopf der Schlange                     | Head of the Snake           | 19. Jan. 2021        | 14. Apr. 2021                            | Tawnia McKiernan    | Brendan Fehily & David J. North                       | 8,74 Mio.       |
| 404        | 6         | Ein Millimeter                            | 1mm                         | 26. Jan. 2021        | 21. Apr. 2021                            | Diana Valentine     | Gina Lucita Monreal                                   | 10,02 Mio.      |
| 405        | 7         | Der Neustart                              | The First Day               | 9. Feb. 2021         | 28. Apr. 2021                            | James Whitmore, Jr. | Margaret Rose Lester                                  | 9,74 Mio.       |
| 406        | 8         | Sonne und Sand                            | True Believer               | 2. März 2021         | 5. Mai 2021                              | Terrence O’Hara     | Jill Weinberger                                       | 9,60 Mio.       |
| 407        | 9         | Die beste und die schlimmste Zeit         | Winter Chill                | 9. März 2021         | 12. Mai 2021                             | Michael Zinberg     | Scott Williams                                        | 9,77 Mio.       |
| 408        | 10        | Lucy                                      | Watchdog                    | 16. März 2021        | 25. Aug. 2021                            | Diana Valentine     | Brendan Fehily & David J. North                       | 9,98 Mio.       |
| 409        | 11        | Nur ein Bauchgefühl                       | Gut Punch                   | 6. Apr. 2021         | 25. Aug. 2021                            | Rocky Carroll       | Christopher J. Waild                                  | 10,26 Mio.      |
| 410        | 12        | Nick und Miguel                           | Sangre                      | 27. Apr. 2021        | 1. Sep. 2021                             | James Whitmore Jr.  | Marco Schnabel                                        | 8,56 Mio.       |
| 411        | 13        | Das falsche Opfer                         | Misconduct                  | 4. Mai 2021          | 8. Sep. 2021                             | Tawnia McKiernan    | Brendan Fehily, Margaret Rose Lester & David J. North | 9,70 Mio.       |
| 412        | 14        | Lucy und Phineas                          | Unseen Improvements         | 11. Mai 2021         | 15. Sep. 2021                            | Diana Valentine     | Steven D. Binder & Scott Williams                     | 8,94 Mio.       |
| 413        | 15        | Der Feuerball                             | Blown Away                  | 18. Mai 2021         | 22. Sep. 2021                            | Michael Zinberg     | Marco Schnabel & Christopher J. Waild                 | 8,73 Mio.       |
| 414        | 16        | Regel 91                                  | Rule 91                     | 25. Mai 2021         | 29. Sep. 2021                            | Diana Valentine     | David J. North & Brendan Fehily                       | 8,96 Mio.       |

## Staffel 19
Die Erstausstrahlung der neunzehnten Staffel erfolgte vom 20. September 2021 bis zum 23. Mai 2022 auf CBS. Die deutschsprachige Erstausstrahlung wurde am 1. Januar 2022 beim Schweizer Free-TV-Sender 3+ mit Folge 1 begonnen. Seit dem 5. Januar 2022 übernahm der österreichische Privatsender Puls 4 die Erstausstrahlung.
| Nr. (ges.) | Nr. (St.) | Deutscher Titel                              | Originaltitel        | Erstausstrahlung USA | Deutschsprachige Erstausstrahlung (CH/A) | Regie               | Drehbuch                                         | Zuschauer (USA) |
| ---------- | --------- | -------------------------------------------- | -------------------- | -------------------- | ---------------------------------------- | ------------------- | ------------------------------------------------ | --------------- |
| 415        | 1         | Blutiges Wasser                              | Blood in the Water   | 20. Sep. 2021        | 1. Jan. 2022                             | Michael Zinberg     | Christopher J. Waild                             | 8,45 Mio.       |
| 416        | 2         | Der Boss ist tot                             | Nearly Departed      | 27. Sep. 2021        | 5. Jan. 2022                             | Terrence O’Hara     | Scott Williams                                   | 8,06 Mio.       |
| 417        | 3         | Auf der Straße nach Nirgendwo                | Road to Nowhere      | 4. Okt. 2021         | 12. Jan. 2022                            | Rocky Carroll       | Marco Schnabel                                   | 7,96 Mio.       |
| 418        | 4         | Naktok Bay                                   | Great Wide Open      | 11. Okt. 2021        | 19. Jan. 2022                            | Terrence O’Hara     | Brendan Fehily & David J. North                  | 7,66 Mio.       |
| 419        | 5         | 'Seltsame Begegnungen' oder 'Parker & Bowie' | Face the Strange     | 18. Okt. 2021        | 26. Jan. 2022                            | Diana Valentine     | Steven D. Binder                                 | 7,65 Mio.       |
| 420        | 6         | Versteckte Talente                           | False Start          | 1. Nov. 2021         | 2. Feb. 2022                             | James Whitmore, Jr. | Katherine Beattie & Christopher J. Waild         | 7,28 Mio.       |
| 421        | 7         | Judys Kreuzfahrt                             | Docked               | 8. Nov. 2021         | 9. Feb. 2022                             | Michael Zinberg     | Yasemin Yilmaz & Marco Schnabel                  | 7,32 Mio.       |
| 422        | 8         | Scharfe Waffen                               | Peacekeeper          | 29. Nov. 2021        | 16. Feb. 2022                            | Rocky Carroll       | Margaret Rose Lester & Scott Williams            | 7,34 Mio.       |
| 423        | 9         | Das Hologramm-Projekt                        | Collective Memory    | 6. Dez. 2021         | 23. Feb. 2022                            | Leslie Libman       | Kimberly-Rose Wolter & David J. North            | 7,25 Mio.       |
| 424        | 10        | Der Soldat und das Mädchen                   | Pledge of Allegiance | 3. Jan. 2022         | 2. März 2022                             | Rocky Carroll       | Brendan Fehily                                   | 6,94 Mio.       |
| 425        | 11        | Stargazer                                    | All Hands            | 17. Jan. 2022        | 2. Sep. 2022                             | Martha Mitchell     | Christopher J. Waild                             | 7,26 Mio.       |
| 426        | 12        | Wunden                                       | Fight or Flight      | 24. Jan. 2022        | 7. Sep. 2022                             | James Whitmore Jr.  | Katherine Beattie                                | 7,79 Mio.       |
| 427        | 13        | Raven                                        | The Helpers          | 28. Feb. 2022        | 14. Sep. 2022                            | Diana Valentine     | Brian Dietzen & Scott Williams                   | 7,12 Mio.       |
| 428        | 14        | Der erste Fall                               | First Steps          | 7. März 2022         | 21. Sep. 2022                            | Michael Zinberg     | Yasemin Yilmaz                                   | 7,43 Mio.       |
| 429        | 15        | Durch dick und dünn                          | Thick As Thieves     | 14. März 2022        | 28. Sep. 2022                            | Terrence O’Hara     | Marco Schnabel                                   | 7,55 Mio.       |
| 430        | 16        | Ein Fressen für die Geier                    | The Wake             | 21. März 2022        | 28. Sep. 2022                            | Rocky Carroll       | Katie White                                      | 6,66 Mio.       |
| 431        | 17        | Ein Berg von Schuld                          | Starting Over        | 27. März 2022        | 12. Okt. 2022                            | Michael Zinberg     | Margaret Rose Lester & Scott Williams            | 6,83 Mio.       |
| 432        | 18        | Nichts zu verlieren                          | Last Dance           | 18. Apr. 2022        | 19. Okt. 2022                            | Terrence O’Hara     | Brendan Fehily & David J. North                  | 6,34 Mio.       |
| 433        | 19        | Das freche Mädchen                           | The Brat Pack        | 2. Mai 2022          | 26. Okt. 2022                            | Michael Zinberg     | Katherine Beattie & Kimberly-Rose Wolter         | 7,27 Mio.       |
| 434        | 20        | Ein Cent pro Dollar                          | All or Nothing       | 16. Mai 2022         | 15. Nov. 2022                            | Tawnia McKiernan    | Marco Schnabel & Yasemin Yilmaz & Yasemin Yilmaz | 6,51 Mio.       |
| 435        | 21        | Einer von uns                                | Birds of a Feather   | 23. Mai 2022         | 15. Nov. 2022                            | Terrence O’Hara     | Christopher J. Waild                             | 7,47 Mio.       |

## Staffel 20
Die zwanzigste Staffel wurde vom 19. September 2022 bis zum 22. Mai 2023 auf dem US-amerikanischen Sender CBS ausgestrahlt. Die deutschsprachige Erstausstrahlung der ersten neun Folgen fand vom 4. Januar bis 22. Februar 2023 beim österreichischen Privatsender Puls 4 statt. Der Schweizer Sender 3+ zeigte Folge 10 als deutsche Erstausstrahlung am 7. Mai 2023, dann übernahm der österreichische Sender ATV2 die deutschsprachige Erstausstrahlung vom 20. August bis zum 5. November 2023.
| Nr. (ges.) | Nr. (St.) | Deutscher Titel                | Originaltitel            | Erstausstrahlung USA | Deutschsprachige Erstausstrahlung (A/CH) | Regie                   | Drehbuch                              | Zuschauer (USA) |
| ---------- | --------- | ------------------------------ | ------------------------ | -------------------- | ---------------------------------------- | ----------------------- | ------------------------------------- | --------------- |
| 436        | 1         | Fluchtpunkt Hawaii             | A Family Matter          | 19. Sep. 2022        | 4. Jan. 2023                             | Tawnia McKiernan        | Scott Williams                        | 5,82 Mio.       |
| 437        | 2         | Montags unter Männern          | Daddy Issues             | 26. Sep. 2022        | 4. Jan. 2023                             | Michael Zinberg         | Christopher J. Waild                  | 6,11 Mio.       |
| 438        | 3         | Der Fluch des Goldes           | Unearth                  | 3. Okt. 2022         | 11. Jan. 2023                            | Diana Valentine         | Yasemin Yilmaz                        | 6,92 Mio.       |
| 439        | 4         | Was auch immer wir sind        | Leave No Trace           | 10. Okt. 2022        | 18. Jan. 2023                            | William Webb            | Chad Gomez Creasey                    | 6,60 Mio.       |
| 440        | 5         | Das Berliner Geheimnis         | Guardian                 | 17. Okt. 2022        | 25. Jan. 2023                            | James Whitmore, Jr.     | Marco Schnabel                        | 6,91 Mio.       |
| 441        | 6         | Die Kämpferin                  | The Good Fighter         | 24. Okt. 2022        | 1. Feb. 2023                             | Jose Clemente Hernandez | Kimberly-Rose Wolter                  | 6,97 Mio.       |
| 442        | 7         | Felix, der Glücklose           | Love Lost                | 14. Nov. 2022        | 1. Feb. 2023                             | Rocky Carroll           | Brendan Fehily & David J. North       | 6,44 Mio.       |
| 443        | 8         | Schwestern                     | Turkey Trot              | 21. Nov. 2022        | 15. Feb. 2023                            | Lionel Coleman          | Diona Reasonover & Scott Williams     | 6,79 Mio.       |
| 444        | 9         | Studenten, Betrüger und Spione | Higher Education         | 5. Dez. 2022         | 22. Feb. 2023                            | Claudia Yarmy           | Katherine Beattie                     | 6,43 Mio.       |
| 445        | 10        | Wir sind alle Simon Williams   | Too Many Cooks           | 9. Jan. 2023         | 7. Mai 2023                              | Michael Zinberg         | Christopher J. Waild                  | 7,93 Mio.       |
| 446        | 11        | Brücken                        | Bridges                  | 16. Jan. 2023        | 20. Aug. 2023                            | Lionel Coleman          | Chad Gomez Creasey                    | 6,16 Mio.       |
| 447        | 12        | Unter Truckern                 | Big Rig                  | 23. Jan. 2023        | 27. Aug. 2023                            | Rocky Carroll           | Marco Schnabel                        | 7,54 Mio.       |
| 448        | 13        | Der böse Blick                 | Evil Eye                 | 6. Feb. 2023         | 3. Sep. 2023                             | Michael Zinberg         | Brendan Fehily & Kimberly-Rose Wolter | 7,15 Mio.       |
| 449        | 14        | Vergebung                      | Old Wounds               | 13. Feb. 2023        | 10. Sep. 2023                            | Diana Valentine         | Brian Dietzen & Scott Williams        | 7,05 Mio.       |
| 450        | 15        | Unübliche Verdächtige          | Unusual Suspects         | 27. Feb. 2023        | 17. Sep. 2023                            | James Whitmore Jr.      | Katherine Beattie                     | 7,01 Mio.       |
| 451        | 16        | Meisterdiebe                   | Butterfly Effect         | 13. März 2023        | 24. Sep. 2023                            | Tawnia McKiernan        | Christopher J. Waild                  | 7,19 Mio.       |
| 452        | 17        | Fremd in einem fremden Land    | Stranger in Strange Land | 20. März 2023        | 1. Okt. 2023                             | James Whitmore Jr.      | Chad Gomez Creasey                    | 6,60 Mio.       |
| 453        | 18        | Zehn Millionen Gründe          | Head Games               | 10. Apr. 2023        | 8. Okt. 2023                             | Michael Zinberg         | Sydney Mitchel                        | 6,84 Mio.       |
| 454        | 19        | Wonder Woman                   | In the Spotlight         | 1. Mai 2023          | 15. Okt. 2023                            | Rocky Carroll           | Yasemin Yilmaz                        | 6,81 Mio.       |
| 455        | 20        | Die zweite Meinung             | Second Opinion           | 8. Mai 2023          | 22. Okt. 2023                            | Tawnia McKiernan        | Marco Schnabel                        | 6,64 Mio.       |
| 456        | 21        | Kompromat                      | Kompromat                | 15. Mai 2023         | 29. Okt. 2023                            | Lionel Coleman          | Scott Williams                        | 6,66 Mio.       |
| 457        | 22        | Blackout                       | Black Sky                | 22. Mai 2023         | 5. Nov. 2023                             | Diana Valentine         | Brendan Fehily & David J. North       | 7,47 Mio.       |

## Staffel 21
Die einundzwanzigste Staffel wurde vom 12. Februar bis zum 6. Mai 2024 auf dem US-amerikanischen Sender CBS ausgestrahlt. Bei der siebten Folge handelt es sich um die 1000. Folge des gesamten NCIS-Franchise, wenn man JAG nicht mitzählt. Die deutschsprachige Erstausstrahlung der ersten sieben Folgen erfolgte vom 16. August bis zum 27. September 2024 beim Schweizer Free-TV-Sender 5+. Vom 6. Oktober bis zum 20. Oktober 2024 übernahm der österreichische Sender ATV2 die deutschsprachige Erstausstrahlung.
| Nr. (ges.) | Nr. (St.) | Deutscher Titel           | Originaltitel               | Erstausstrahlung USA | Deutschsprachige Erstausstrahlung (CH/A) | Regie                   | Drehbuch                                    | Zuschauer (USA) |
| ---------- | --------- | ------------------------- | --------------------------- | -------------------- | ---------------------------------------- | ----------------------- | ------------------------------------------- | --------------- |
| 458        | 1         | Eines Tages               | Algún Día                   | 12. Feb. 2024        | 16. Aug. 2024                            | Diana Valentine         | Christopher J. Waild                        | 7,32 Mio.       |
| 459        | 2         | Ducky                     | The Stories We Leave Behind | 19. Feb. 2024        | 23. Aug. 2024                            | Michael Zinberg         | Brian Dietzen & Scott Williams              | 7,43 Mio.       |
| 460        | 3         | Die Kasie & Webb Show     | Lifeline                    | 26. Feb. 2024        | 30. Aug. 2024                            | Rocky Carroll           | Marco Schnabel                              | 7,00 Mio.       |
| 461        | 4         | Große Lügen, kleine Lügen | Left Unsaid                 | 4. März 2024         | 6. Sep. 2024                             | Daniela Ruah            | Yasemin Yilmaz                              | 6,91 Mio.       |
| 462        | 5         | Der Plan                  | The Plan                    | 25. März 2024        | 13. Sep. 2024                            | Lionel Coleman          | Katherine Beattie & Chad Gomez Creasey      | 6,15 Mio.       |
| 463        | 6         | Element 116               | Strange Invaders            | 1. Apr. 2024         | 20. Sep. 2024                            | Claudia Yarmy           | Steven D. Binder & Gina Gold & Aurorae Khoo | 5,90 Mio.       |
| 464        | 7         | Was zählt                 | A Thousand Yards            | 15. Apr. 2024        | 27. Sep. 2024                            | Diana Valentine         | Christopher J. Waild                        | 6,71 Mio.       |
| 465        | 8         | Ein schlagendes Herz      | Heartless                   | 22. Apr. 2024        | 6. Okt. 2024                             | Michael Zinberg         | Brendan Fehily & Sydney Mitchel             | 6,29 Mio.       |
| 466        | 9         | Das Texas-Imperium        | Prime Cut                   | 29. Apr. 2024        | 13. Okt. 2024                            | Diana Valentine         | Chad Gomez Creasey & Marco Schnabel         | 6,66 Mio.       |
| 467        | 10        | Wer ist Lily?             | Reef Madness                | 6. Mai 2024          | 20. Okt. 2024                            | José Clemente Hernandez | Scott Williams                              | 6,84 Mio.       |

## Staffel 22
Die Erstausstrahlung der 22. Staffel erfolgte vom 14. Oktober 2024 bis zum 5. Mai 2025 auf dem US-amerikanischen Sender CBS. Die deutschsprachige Erstausstrahlung erfolgte vom 8. Januar bis zum 14. Mai 2025 beim Schweizer Free-TV-Sender 3+. Folge 10 wurde am 13. April 2025 beim österreichischen Sender ATV2 erstausgestrahlt. Vom 25. Mai bis zum 29. Juni 2025 übernahm ATV2 die Erstausstrahlung.
| Nr. (ges.) | Nr. (St.) | Deutscher Titel                   | Originaltitel              | Erstausstrahlung USA | Deutschsprachige Erstausstrahlung (CH/A) | Regie                   | Drehbuch                          | Zuschauer (USA) |
| ---------- | --------- | --------------------------------- | -------------------------- | -------------------- | ---------------------------------------- | ----------------------- | --------------------------------- | --------------- |
| 468        | 1         | Das leere Nest                    | Empty Nest                 | 14. Okt. 2024        | 8. Jan. 2025                             | Diana Valentine         | Christopher J. Waild              | 6,42 Mio.       |
| 469        | 2         | Geheimnisse                       | Foreign Bodies             | 21. Okt. 2024        | 8. Jan. 2025                             | Lionel Coleman          | Marco Schnabel                    | 5,37 Mio.       |
| 470        | 3         | Immer Ärger mit Hal               | The Trouble with Hal       | 28. Okt. 2024        | 15. Jan. 2025                            | Michael Zinberg         | Scott Williams                    | 4,92 Mio.       |
| 471        | 4         | Mit Stöcken und Steinen           | Sticks & Stones            | 4. Nov. 2024         | 22. Jan. 2025                            | James Whitmore, Jr.     | Steven D. Binder                  | 4,76 Mio.       |
| 472        | 5         | Zurück in die Siebziger           | In From the Cold           | 11. Nov. 2024        | 29. Jan. 2025                            | Tawnia McKiernan        | Matthew Lau                       | 5,26 Mio.       |
| 473        | 6         | Das Melinda-Puzzle                | Knight and Day             | 25. Nov. 2024        | 5. Feb. 2025                             | Rocky Carroll           | Amy Rutberg                       | 4,92 Mio.       |
| 474        | 7         | Der stille Held                   | Hardboiled                 | 2. Dez. 2024         | 12. Feb. 2025                            | Jose Clemente Hernandez | Andrew Bartels                    | 5,62 Mio.       |
| 475        | 8         | Außer Kontrolle                   | Out of Control             | 9. Dez. 2024         | 19. Feb. 2025                            | Diana Valentine         | Steven D. Binder & Scott Williams | 4,89 Mio.       |
| 476        | 9         | Zwei Brüder und ein Buch          | Humbug                     | 16. Dez. 2024        | 26. Feb. 2025                            | Lionel Coleman          | Christopher J. Waild              | 4,92 Mio.       |
| 477        | 10        | Eleni                             | Baker’s Man                | 27. Jan. 2025        | 13. Apr. 2025                            | Rocky Carroll           | Andrew Bartels                    | 5,71 Mio.       |
| 478        | 11        | In guten wie in schlechten Zeiten | For Better or Worse        | 3. Feb. 2025         | 23. Apr. 2025                            | Michael Zinberg         | Marco Schnabel                    | 5,34 Mio.       |
| 479        | 12        | Spiel und Spaß                    | Fun and Games              | 10. Feb. 2025        | 30. Apr. 2025                            | James Whitmore Jr.      | Matthew Lau & Steven D. Binder    | 5,39 Mio.       |
| 480        | 13        | Böses Blut                        | Bad Blood                  | 24. Feb. 2025        | 7. Mai 2025                              | Jose Clemente Hernandez | Sydney Mitchel                    | 5,36 Mio.       |
| 481        | 14        | Victoria und die Millionen        | Close to Home              | 3. März 2025         | 14. Mai 2025                             | Tawnia McKiernan        | Amy Rutberg                       | 5,22 Mio.       |
| 482        | 15        | Frösche im Teich                  | Moonlit                    | 24. März 2025        | 25. Mai 2025                             | Marc Roskin             | Scott Williams                    | 5,42 Mio.       |
| 483        | 16        | Mädelsabend                       | Ladies' Night              | 31. März 2025        | 1. Juni 2025                             | Rocky Carroll           | Sydney Mitchel                    | 5,28 Mio.       |
| 484        | 17        | Nocturne                          | Killer Instinct            | 14. Apr. 2025        | 8. Juni 2025                             | Lionel Coleman          | Andrew Bartels                    | 5,07 Mio.       |
| 485        | 18        | Die Söldner                       | After the Storm            | 21. Apr. 2025        | 15. Juni 2025                            | Diana Valentine         | Matthew Lau & Sydney Mitchel      | 5,80 Mio.       |
| 486        | 19        | LaRoche                           | Irreconcilable Differences | 28. Apr. 2025        | 22. Juni 2025                            | Michael Zinberg         | Christopher J. Waild              | 5,50 Mio.       |
| 487        | 20        | Nexus                             | Nexus                      | 5. Mai 2025          | 29. Juni 2025                            | José Clemente Hernandez | Marco Schnabel                    | 5,59 Mio.       |